# Pesa 218M
Pesa 218M – rodzina dwuczłonowych normalnotorowych spalinowych zespołów trakcyjnych produkowanych przez zakłady Pesa w latach 2005–2015. Powstał tylko jeden, jednosilnikowy egzemplarz właściwego 218M, a pozostałe, dwusilnikowe, zostały oznaczone jako podtypy 218Ma-218Md. Wyprodukowano w sumie 76 sztuk, które eksploatowane są przez Arrivę (6 sztuk), Koleje Dolnośląskie (9 sztuk), Koleje Wielkopolskie (13 sztuk), Polregio (45 sztuk) i PKP Szybką Kolej Miejską w Trójmieście (3 sztuki).
Obejmuje serie SA131, SA132, SA133 i SA134.

## Historia

### Geneza
Budowanie dwuczłonowych i trójczłonowych spalinowych zespołów trakcyjnych Pesa planowała już w 2001, kiedy w jej zakładach powstał pierwszy jednoczłonowy pojazd spalinowy – Pesa 214M. W wersji dwuwagonowej dodatkowy człon miał być doczepnym, bądź silnikowym. Pierwotnie miały to być połączone dwa wagony podobne do 214M, w których w miejsce kabin maszynisty z jednej strony zbudowanoby przejścia międzywagonowe. Taki pojazd miałby długość 49 m. Każdy człon miał poruszać się na dwóch własnych dwuosiowych wózkach. Planowany dwuczłonowiec miał mieć oznaczenie 217M.
Ostatecznie Pesa zdecydowała się na nieco inną konstrukcję i w 2005 rozpoczęła produkcję rodziny 218Mx. Pierwszym jej członkiem został 218M serii SA131-001 wyprodukowany dla województwa pomorskiego.

### Pojazdy pokrewne
Rodzina 218Mx jest prekursorem trójczłonowego 219M Atribo, produkowanego od 2007 roku.
Kolejną generacją dwuczłonowych SZT produkowanych w Pesa Bydgoszcz jest 223M Link.

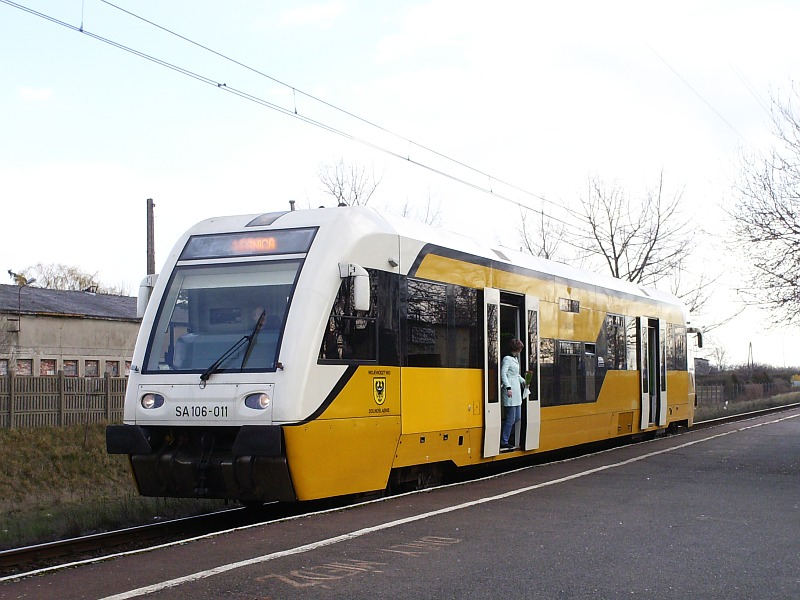
214M
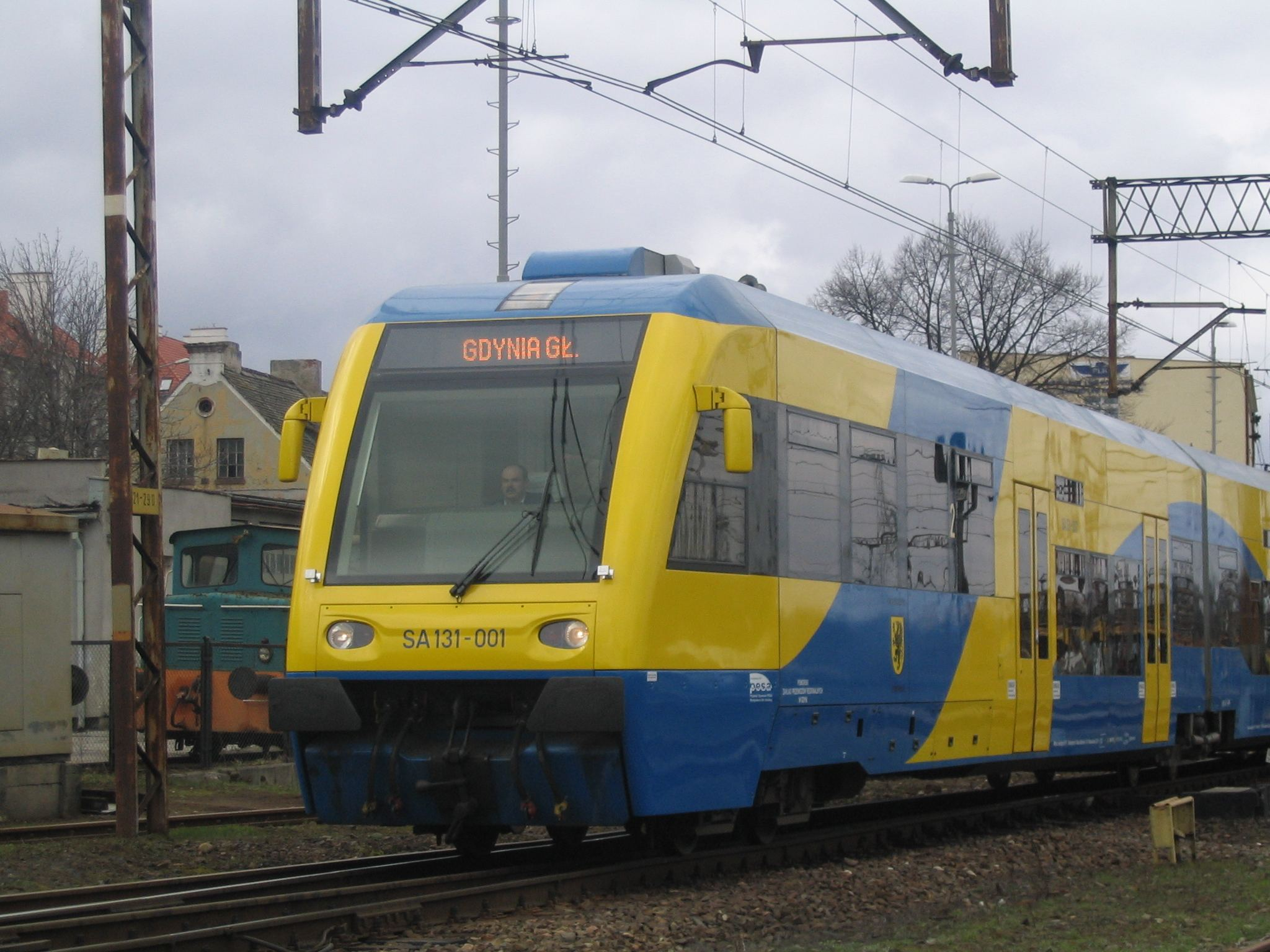
218M
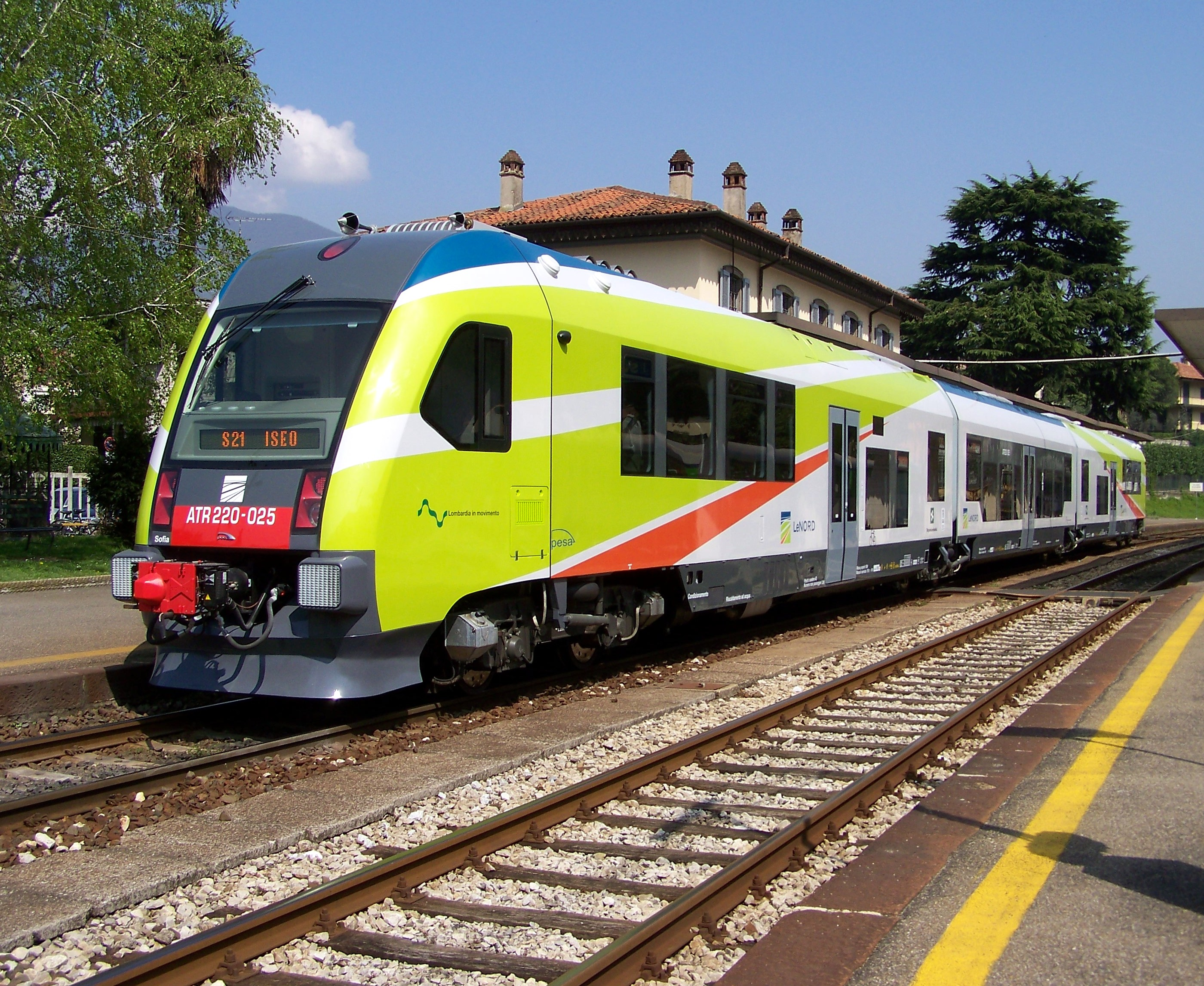
219M Atribo
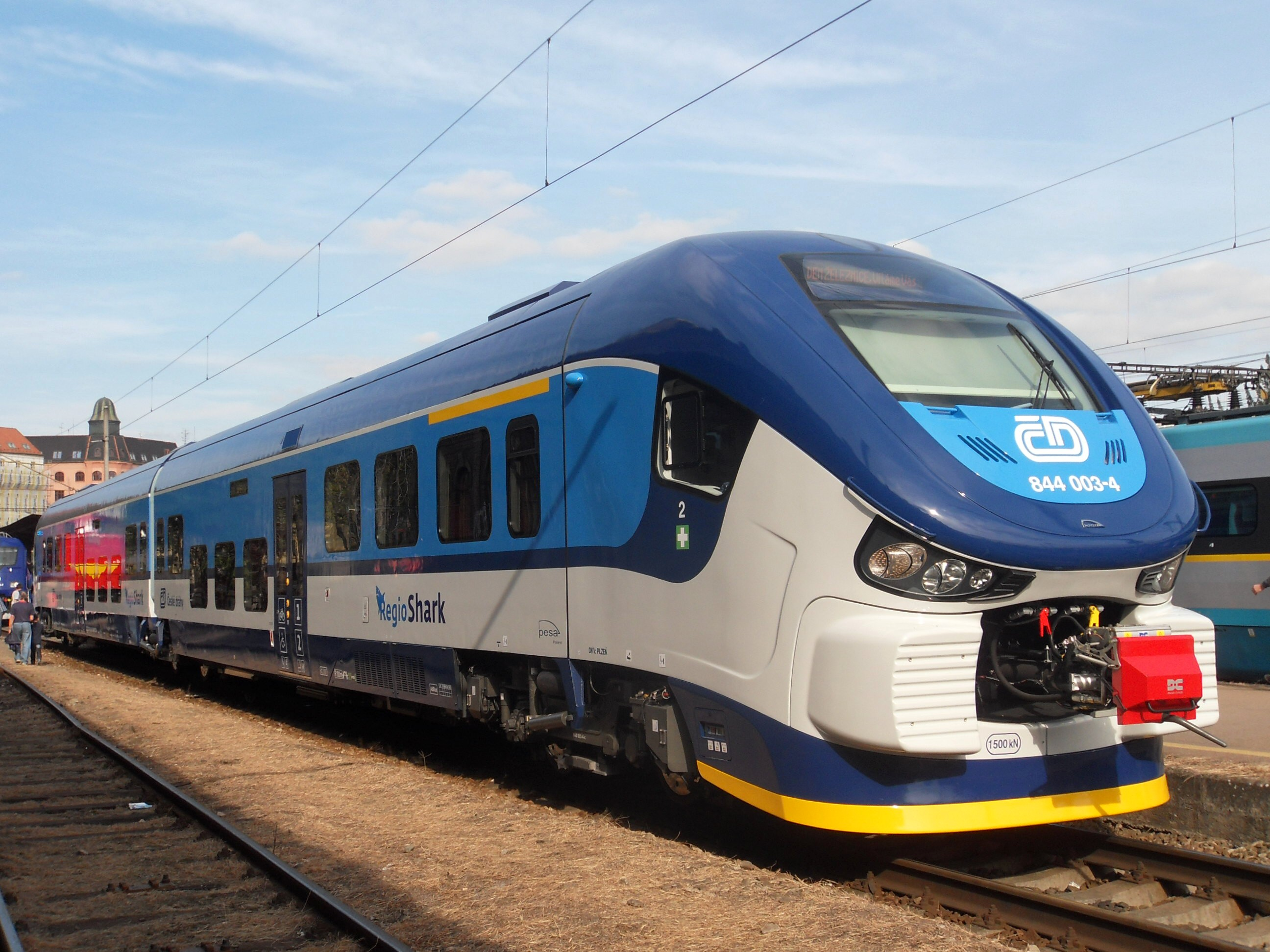
223M Link

### Serie SA131-134
Przy nadawaniu serii dla rodziny 218M postanowiono zakwalifikować je jako autobusy szynowe. W obowiązującym od 1 kwietnia 1970 systemie oznaczeń wagonów spalinowych zasób dla tego rodzaju pojazdów (SA101-SA110) został jednak wyczerpany. Nowym zespołom obok oznaczenia "SA" przyznawano więc numery od 131 wzwyż, tj. od najniższej liczby która nie była przewidziana w normie. Do serii SA131 należy tylko jeden pojazd typu 218M. Dla odmian 218Ma i 218Mb przewidziano już serię SA132, a dla 218Mc SA133. Pierwszy pojazd 218Md, wyprodukowany dla Arrivy RP, pierwotnie oznaczono jako SA132-016. Później postanowiono jednak utworzyć nową serię, a ten pojazd sklasyfikować jako SA134-001.

### Zamówienia
- 7 grudnia 2004 – podpisanie umowy na dostawę 1 SZT typu 218M dla UM Województwa Pomorskiego[11][12]
- 10 maja 2005 – podpisanie umowy na dostawę 1 SZT typu 218Ma dla UM Województwa Wielkopolskiego[13]
- ? – podpisanie umowy na dostawę 1 SZT typu 218Mb dla UM Województwa Dolnośląskiego[14]
- 29 marca 2006 – podpisanie umowy na dostawę 2 SZT typu 218Ma dla UM Województwa Wielkopolskiego[15]
- 30 maja 2006 – podpisanie umowy na dostawę 3 SZT typu 218Mb dla UM Województwa Pomorskiego[16][12]
- 28 czerwca 2006 – podpisanie umowy na dostawę 2 SZT typu 218Mc dla UM Województwa Podlaskiego[17]
- 6 lipca 2006 – podpisanie umowy na dostawę 2 SZT typu 218Mc dla UM Województwa Małopolskiego[18]
- 11 września 2006 – podpisanie umowy na dostawę 4 SZT typu 218Mc dla UM Województwa Lubuskiego[19]
- 22 grudnia 2006 – podpisanie umowy na dostawę 8 SZT typu 218Ma dla UM Województwa Wielkopolskiego[20]
- ? – podpisanie umowy na dostawę 2 SZT typu 218Md dla Arrivy RP[21]
- 16 lipca 2007 – podpisanie umowy na dostawę 5 SZT typu 218Md dla UM Województwa Dolnośląskiego[22]
- 9 lipca 2008 – podpisanie umowy na dostawę 5 SZT typu 218Md dla UM Województwa Opolskiego[23]
- 24 lipca 2008 – podpisanie umowy na dostawę 2 SZT typu 218Md dla UM Województwa Wielkopolskiego[24]
- 4 marca 2009 – podpisanie umowy na dostawę 4 SZT typu 218Mc dla UM Województwa Podlaskiego[25]
- 24 kwietnia 2009 – podpisanie umowy na dostawę 3 SZT typu 218Mc dla UM Województwa Warmińsko-Mazurskiego[26]
- 3 grudnia 2009 – podpisanie umowy na dostawę 5 SZT typu 218Md dla UM Województwa Lubelskiego[27]
- 20 maja 2010 – podpisanie umowy na dostawę 3 SZT typu 218Mc dla UM Województwa Warmińsko-Mazurskiego[28]
- 27 maja 2010 – podpisanie umowy na dostawę 3 SZT typu 218Md dla UM Województwa Dolnośląskiego[29]
- 14 października 2010 – podpisanie umowy na dostawę 2 SZT typu 218Md dla UM Województwa Lubuskiego[30]
- 19 października 2010 – podpisanie umowy na dostawę 1 SZT typu 218Md dla UM Województwa Podkarpackiego[31]
- 26 listopada 2010 – podpisanie umowy na dostawę 2 SZT typu 218Mc dla UM Województwa Podlaskiego[32]
- 8 listopada 2011 – podpisanie umowy na dostawę 4 SZT typu 218Mc dla Arrivy RP[33]
- 9 października 2012 – podpisanie umowy na dostawę 3 SZT typu 218Md dla UM Województwa Lubelskiego[34]
- 21 sierpnia 2013 – podpisanie umowy na dostawę 1 SZT typu 218Md dla UM Województwa Podkarpackiego[35]
- 24 kwietnia 2014 – podpisanie umowy na dostawę 4 SZT typu 218Mc dla UM Województwa Pomorskiego[36]
- 2 września 2014 – podpisanie umowy na dostawę 3 SZT typu 218Mc dla UM Województwa Pomorskiego[37]

### Prezentacje promocyjne
Protoplasta rodziny 218M – SA131–001, zadebiutował w październiku 2005 na targach Trako w Gdańsku. Pomiędzy 17 a 25 lutego 2006 dolnośląski SA132-002 odbył serię jazd promocyjnych podczas których został zaprezentowany m.in. w Krakowie, Toruniu i na Górnym Śląsku. We wrześniu 2006 na targach InnoTrans w Berlinie zaprezentowano podlaskiego SA133 –001.

### Problemy z wózkiem typu 37AN

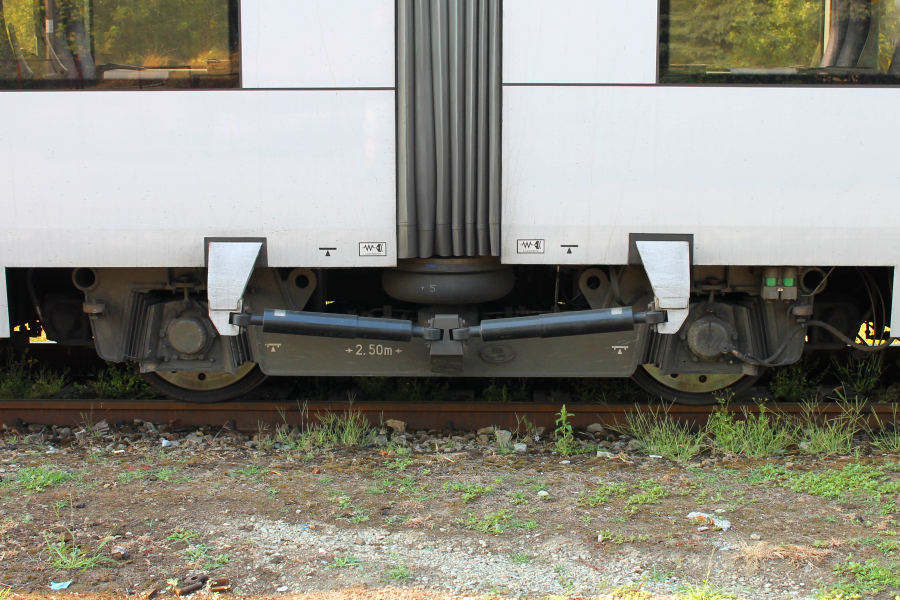
Wózek typu 37AN

Pojazdy z rodziny 218M są wyposażone w toczny wózek Jakobsa typu 37AN, który został zaprojektowany przez Ryszarda Suwalskiego. Wózek został przebadany przez Instytut Pojazdów Szynowych „Tabor”, gdzie symulowano jego 30-letnią eksploatację, jednak 22 grudnia 2015 doszło do pęknięcia ramy tego wózka w pojeździe SA134-011 należącym do województwa opolskiego. Z tego powodu wyłączono z ruchu wszystkie SA134 w województwie i zdecydowano o wymianie wózków na nowe. Wszystkie dwuczłonowe pojazdy rodziny 218M przechodziły wzmożone kontrole wózków co 14 dni. Do połowy lutego 2016 wyłączono w sumie 12 zespołów. Do tego czasu m.in. Koleje Dolnośląskie wysłały do producenta dwa pojazdy (serii SA132 i SA134) celem wymiany podejrzanych o uszkodzenie wózków na nowe. 19 lutego, w związku z powyższą sytuacją, Urząd Transportu Kolejowego opublikował alert bezpieczeństwa w Systemie Informacji Bezpieczeństwa zarządzanym przez Europejską Agencję Kolejową.
Podobne problemy wystąpiły również w 3-członowych pojazdach serii SA136, w których zastosowano te same wózki.

## Konstrukcja
Spalinowe zespoły trakcyjne rodziny 218M to dwuczłonowe, jednoprzestrzenne pojazdy napędzane silnikami Diesla. Rodzina powstała poprzez rozwinięcie konstrukcyjne jednoczłonowych Pesa 214M. Wykorzystano także doświadczenie nabyte przy budowie 13WE.

### Napęd

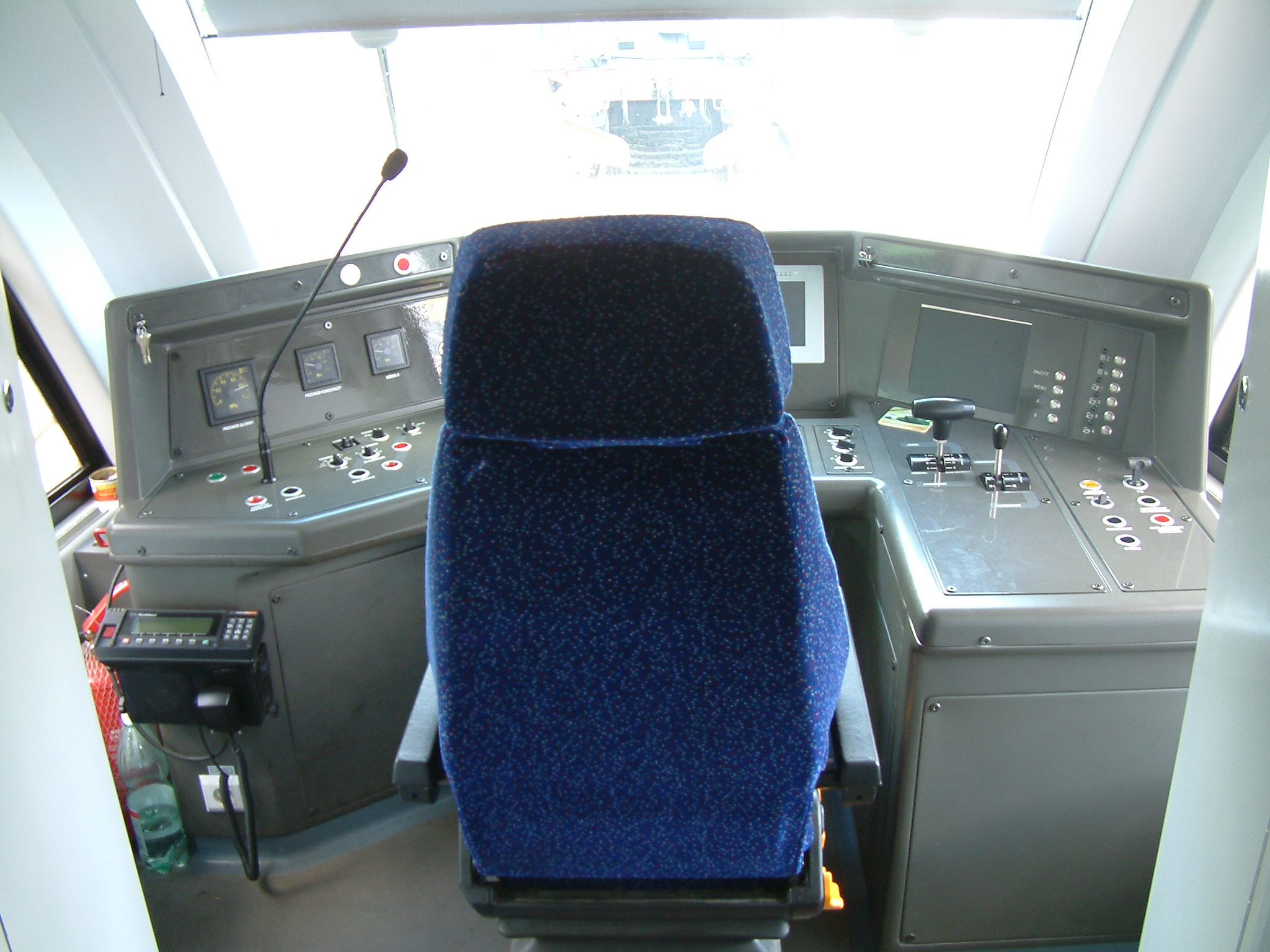
Kabina maszynisty w SA132-008

Prototyp rodziny (218M) posiada jeden silnik spalinowy umieszczony w członie A. Pojazd otrzymał taką samą jednostkę napędową jak typ 214M przy większych gabarytach i pojemności składu. Kolejne pojazdy zdecydowano się produkować z dwoma układami napędowymi, po jednym w każdym członie. Taka konfiguracja poprawiła właściwości trakcyjne pojazdu, zmniejszyła możliwość całkowitego unieruchomienia jednostki na szlaku – w przypadku defektu jednego z silników możliwa dalsza jazda przy wykorzystaniu drugiego z nich, a także spowodowała zmniejszenie średniego zużycia paliwa. Dwa zbiorniki mieszczą po 580 l (218Ma, 218Mb, 218Md), 650 l (218Md Mińsk-2), bądź 750 l (218Mc) paliwa każdy.
Każdy zespół napędowy składa się z silnika spalinowego i turboprzekładni. Zespół napędowy połączony jest wałem napędowym z przekładnią osiową pośrednią na pierwszym zestawie kołowym wózka napędowego. Dalej, za pomocą kolejnego wału, moc z przekładni osiowej pośredniej przenoszona jest do przekładni osiowej końcowej na drugim zestawie kołowym wózka napędowego
Możliwa jest trakcja wielokrotna do 3 pojazdów, także z pojazdami rodziny 214M.

### Wózki i zawieszenie
Każdy z 218Mx porusza się na trzech dwuosiowych wózkach. W pierwszym egzemplarzu rodziny (218M SA131-001) skrajne wózki są identyczne ze stosowanymi w Pesa 214M – napędowy: JBg 3964 i toczny: JBg 3965. Dodatkowo zastosowano toczny wózek Jakobsa typu 37AN (wspólny dla obu członów). W kolejnych pojazdach wózek toczny typu JBg został zastąpiony przez drugi wózek napędowy JBg 3964. Rozstaw czopów skrętu wynosi 17,2 m.
Zawieszenie pojazdów posiada dwa stopnie usprężynowania. Pierwszym są elementy metalowo-gumowe, natomiast drugim sprężyny pneumatyczne, za pomocą których pudło jest przymocowane do wózków.

### Pudło
218Mx były produkowane z trzema kształtami nadwozia. Pierwszy, wprowadzany od 2005 do 218M, 218Mb i 218Ma (do SA132-007) był zbliżony do 214Ma i późnych 214M. Pierwsza zmiana nastąpiła w 2006, wraz z wprowadzeniem do produkcji SA133 (218Mc). Później podobną bryłę nadwozia można było także zobaczyć w pojazdach SA132 od numeru 008 wzwyż (218Mb) i SA134 (218Md). Jeszcze inny wygląd zewnętrzny mają SZT sygnowane przez ZNTK „Mińsk Mazowiecki” (SA134-015 ÷ 029). Wśród nich dodatkowo wyróżniają się egzemplarze SA134-026 ÷ 029 brakiem osłon wózków i przeniesieniem czołowego wyświetlacza kierunkowego nad kabinę maszynisty. Szkielet pojazdów z rodziny 218M jest stalowy spawany, a poszycie aluminiowe, klejone do konstrukcji. Wytrzymałość konstrukcji jest zgodna z normą PN-EN 12663 (kat. PIII). Zastosowano drzwi odskokowo-przesuwne.

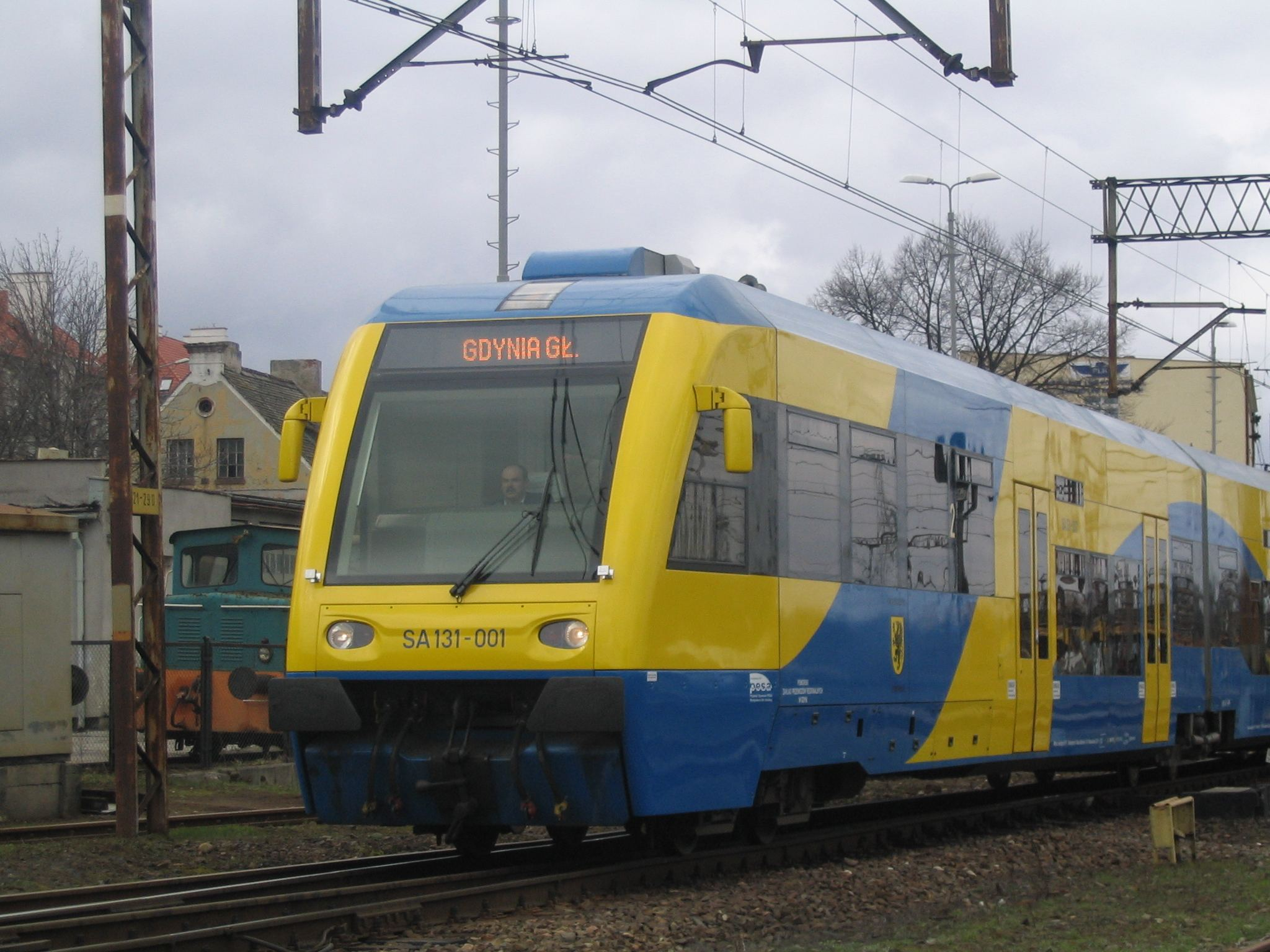
218M (SA131-001)
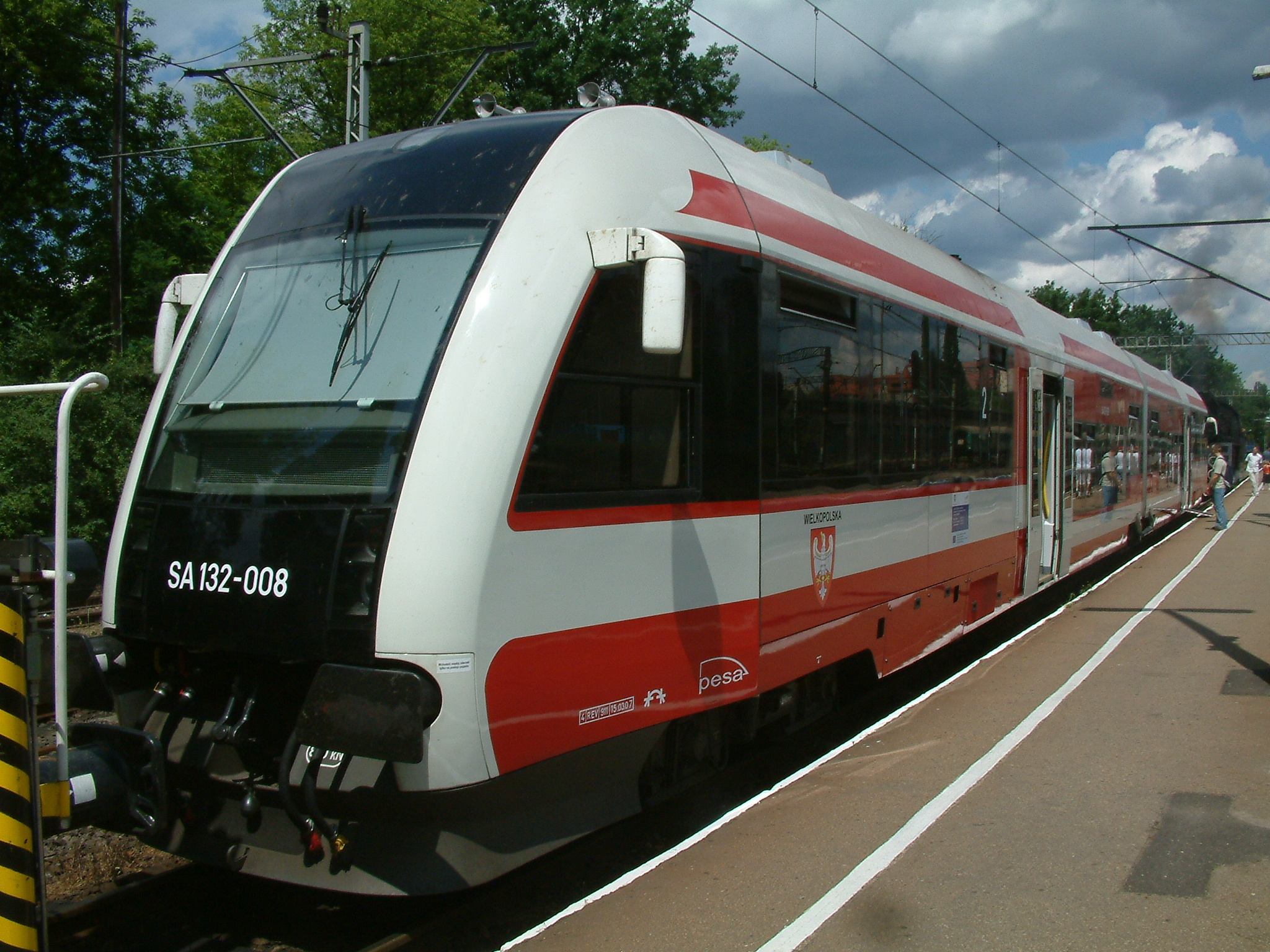
218Ma (SA132-008)
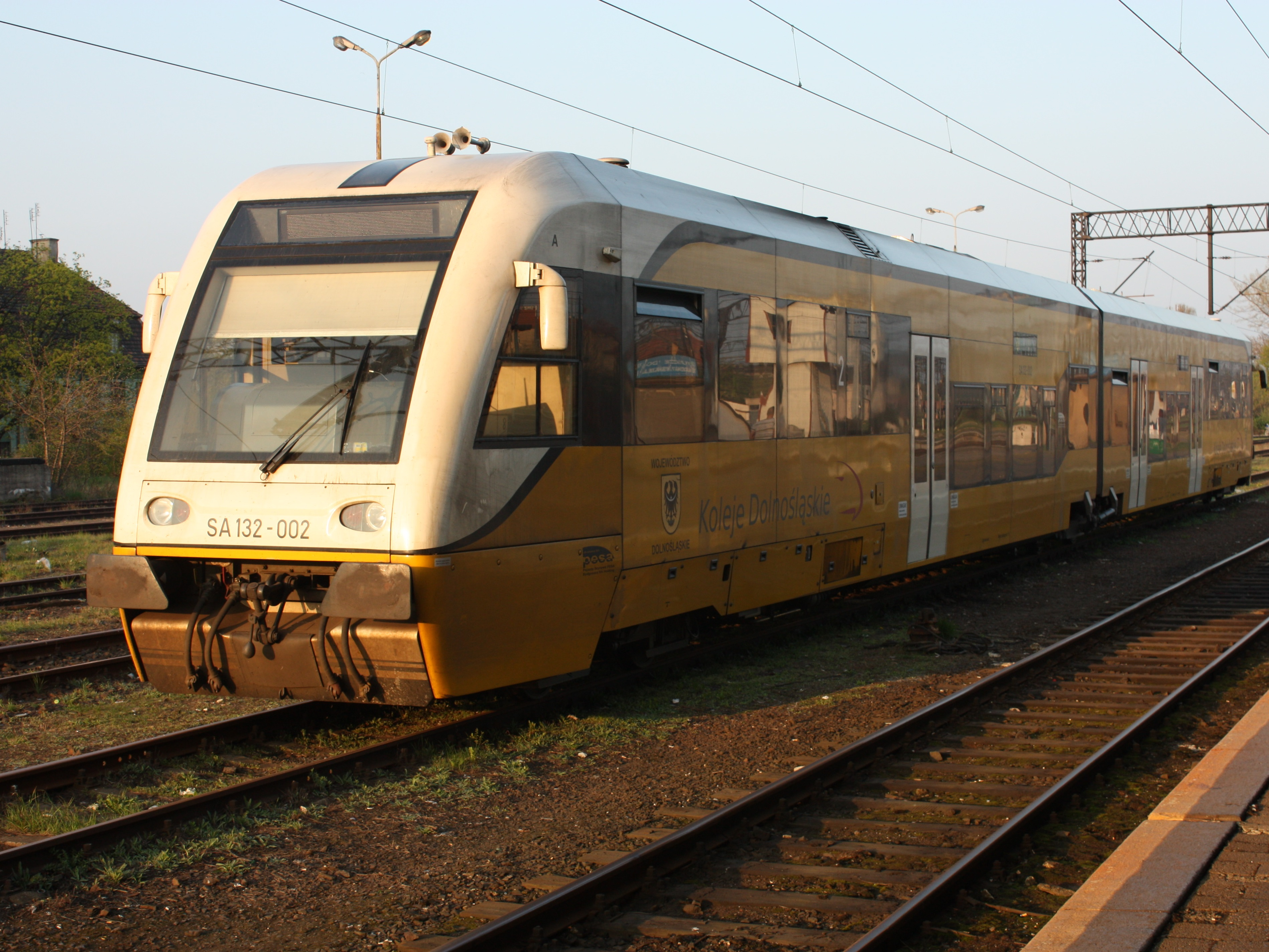
218Mb (SA132-002)
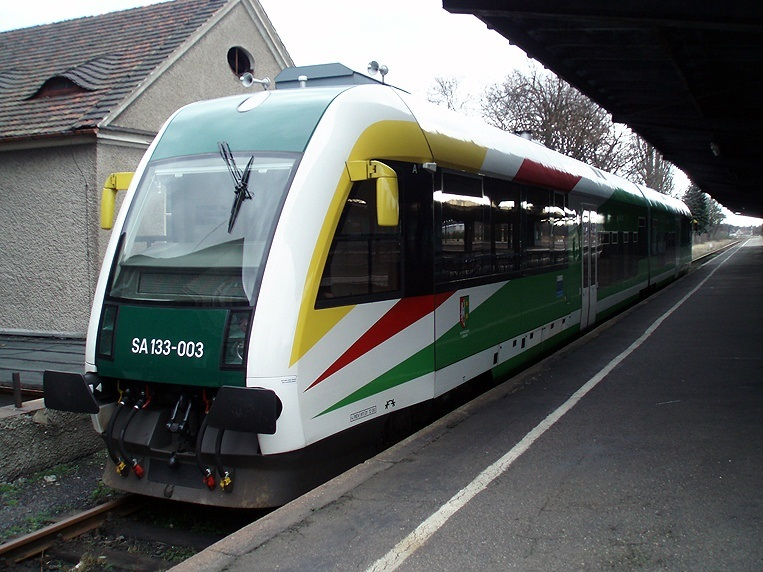
218Mc (SA133-003)
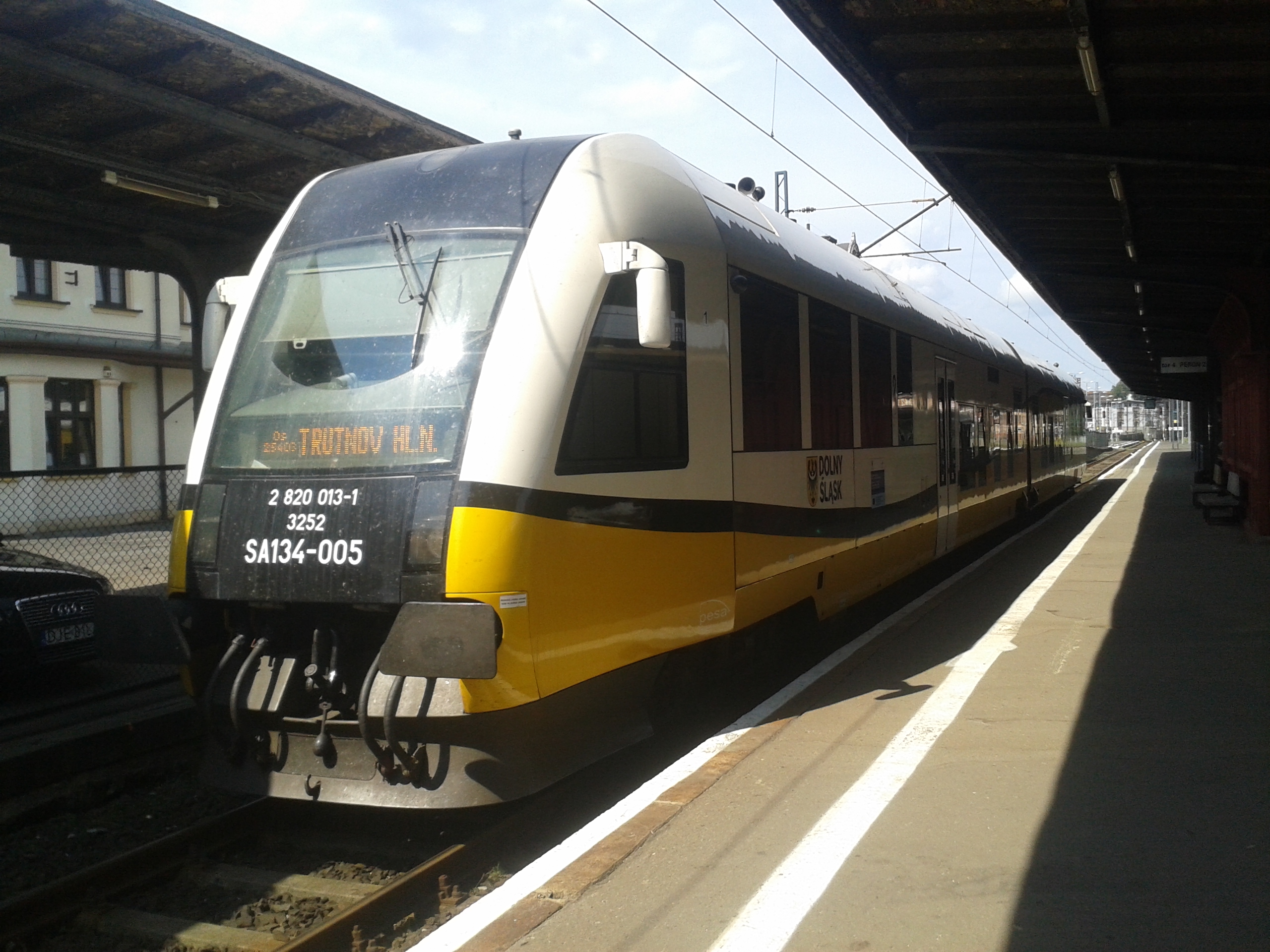
218Md (SA134-005)
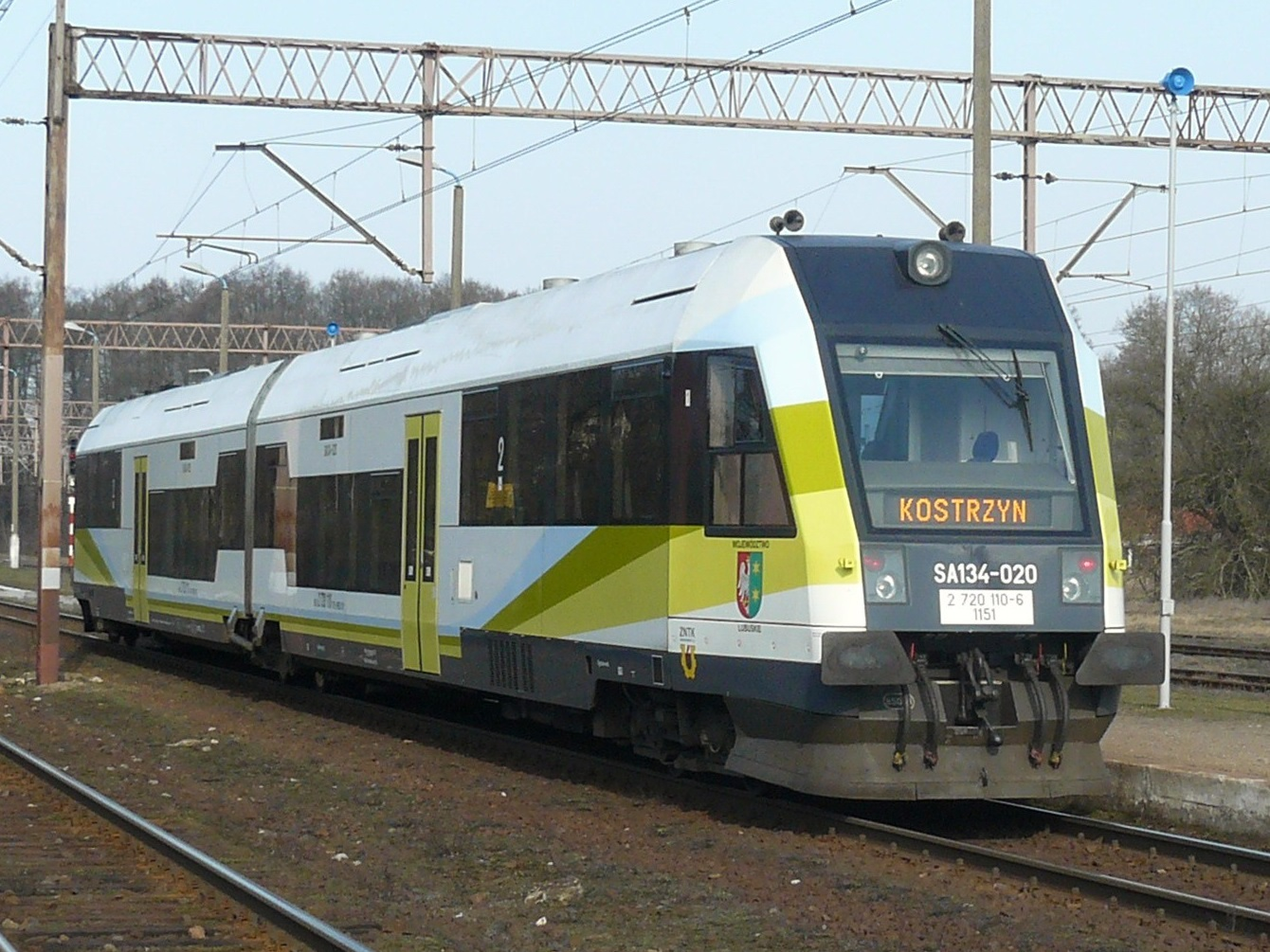
218Md Mińsk 2 (SA134-020)

### Przestrzeń pasażerska
Pociąg przystosowany jest do obsługi osób niepełnosprawnych, posiada wejścia szerokości 1300 mm, około 50% niskiej podłogi (600 mm od główki szyny), rampę wjazdową i odpowiednio przystosowaną toaletę (w układzie zamkniętym). Do ogrzewania pojazdów wykorzystywane jest ciepło pochodzące z systemu chłodzenia silników, agregat grzejny Webasto Thermo 350 i dodatkowo elektryczne nawiewy zamontowane w przedsionkach drzwiowych. Szczegółowa aranżacja wnętrza, monitoring i klimatyzacja są dostosowywane do wymogów zamawiającego. Rodzaj użytych materiałów różni się także między wersjami sygnowanymi przez Pesę a podpisywanymi przez ZNTK Mińsk Mazowiecki (vide: zdjęcia SA134-006 i -024 Kolei Dolnośląskich poniżej). Fotele różne są w pojazdach kupionych przez poszczególne województwa.

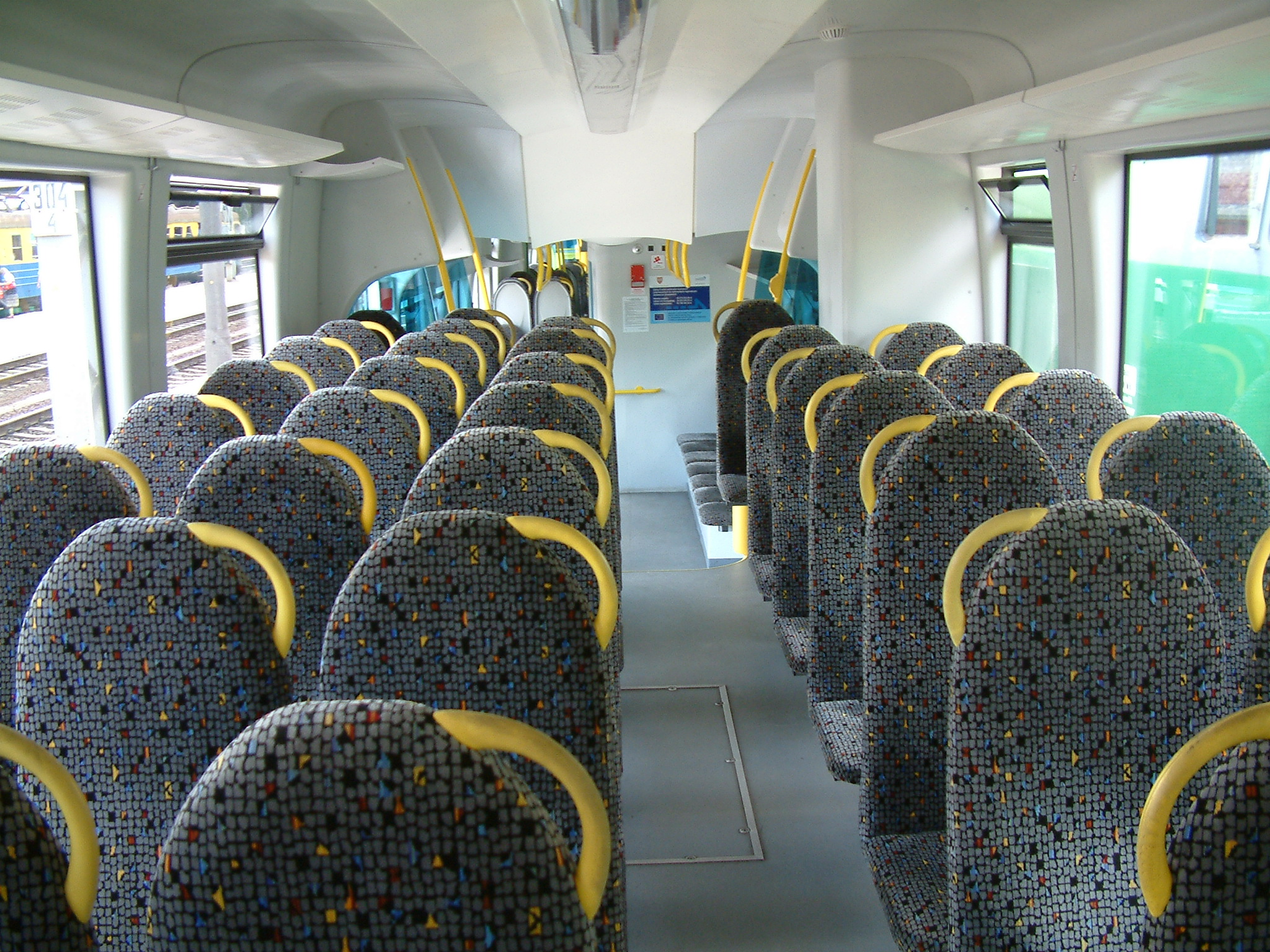
SA132-008 posiada 175 miejsc siedzących
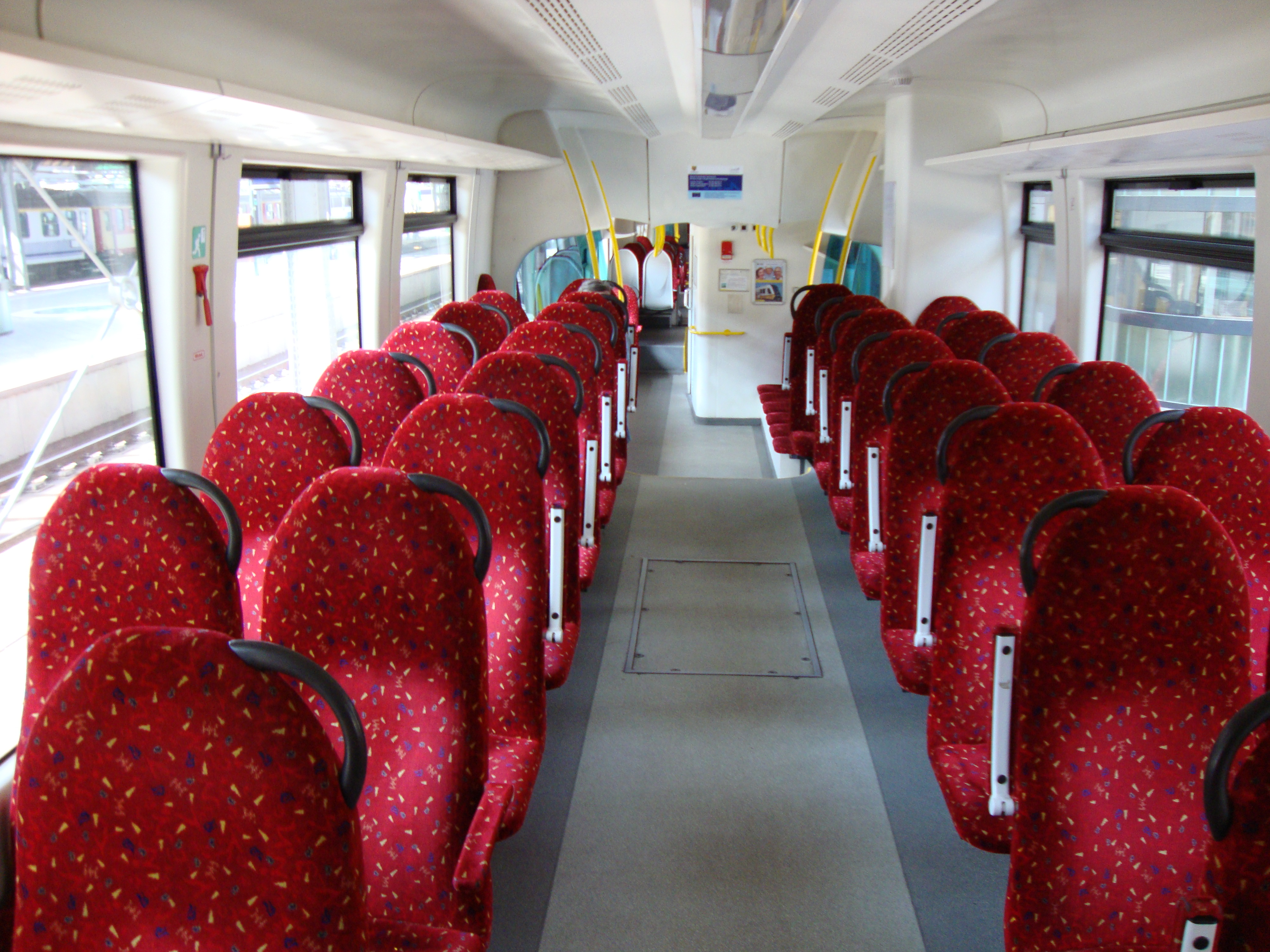
SA134-006 Pesa część wysokopodłogowa
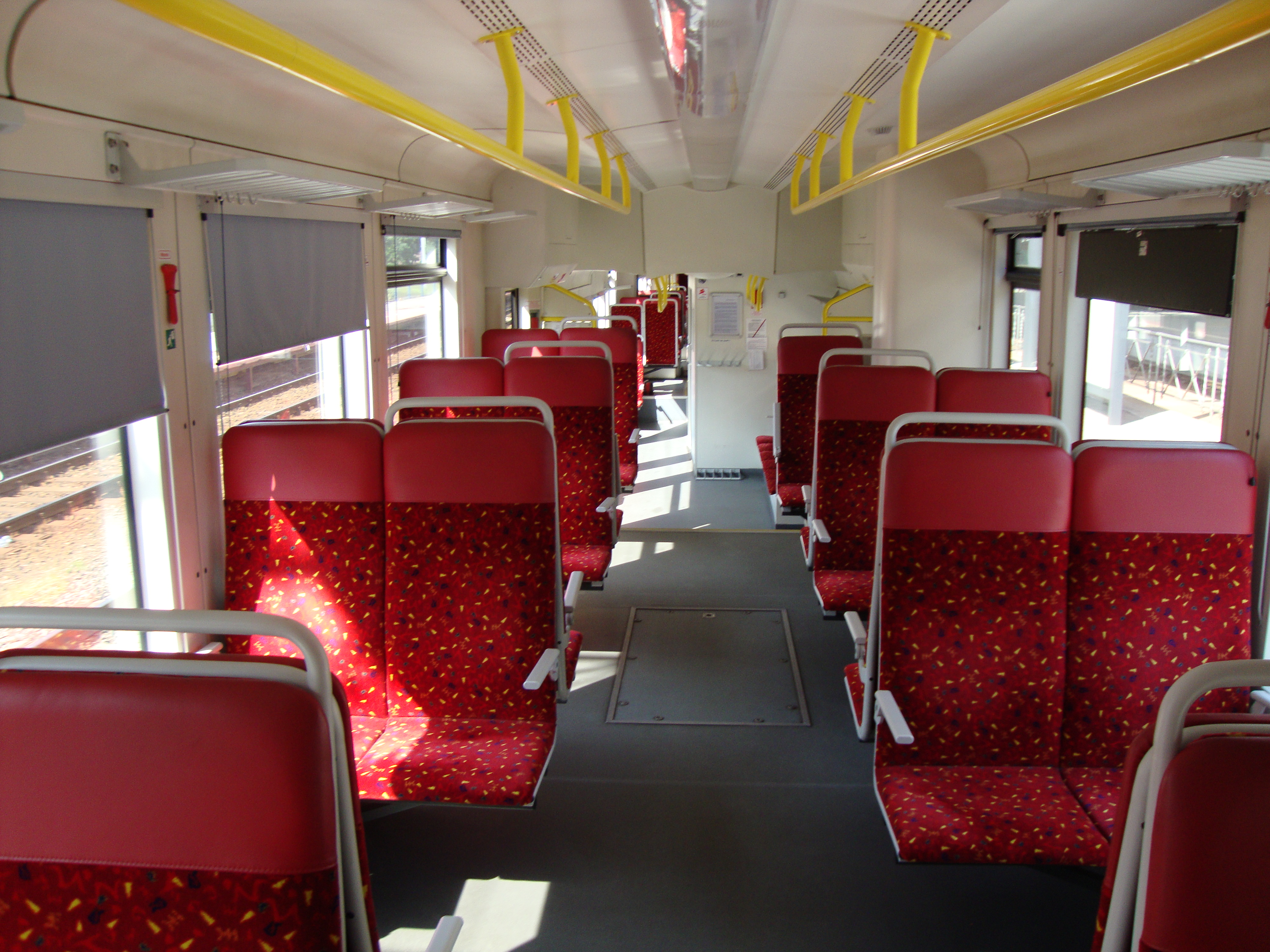
SA134-024 Mińsk 2 część wysokopodłogowa
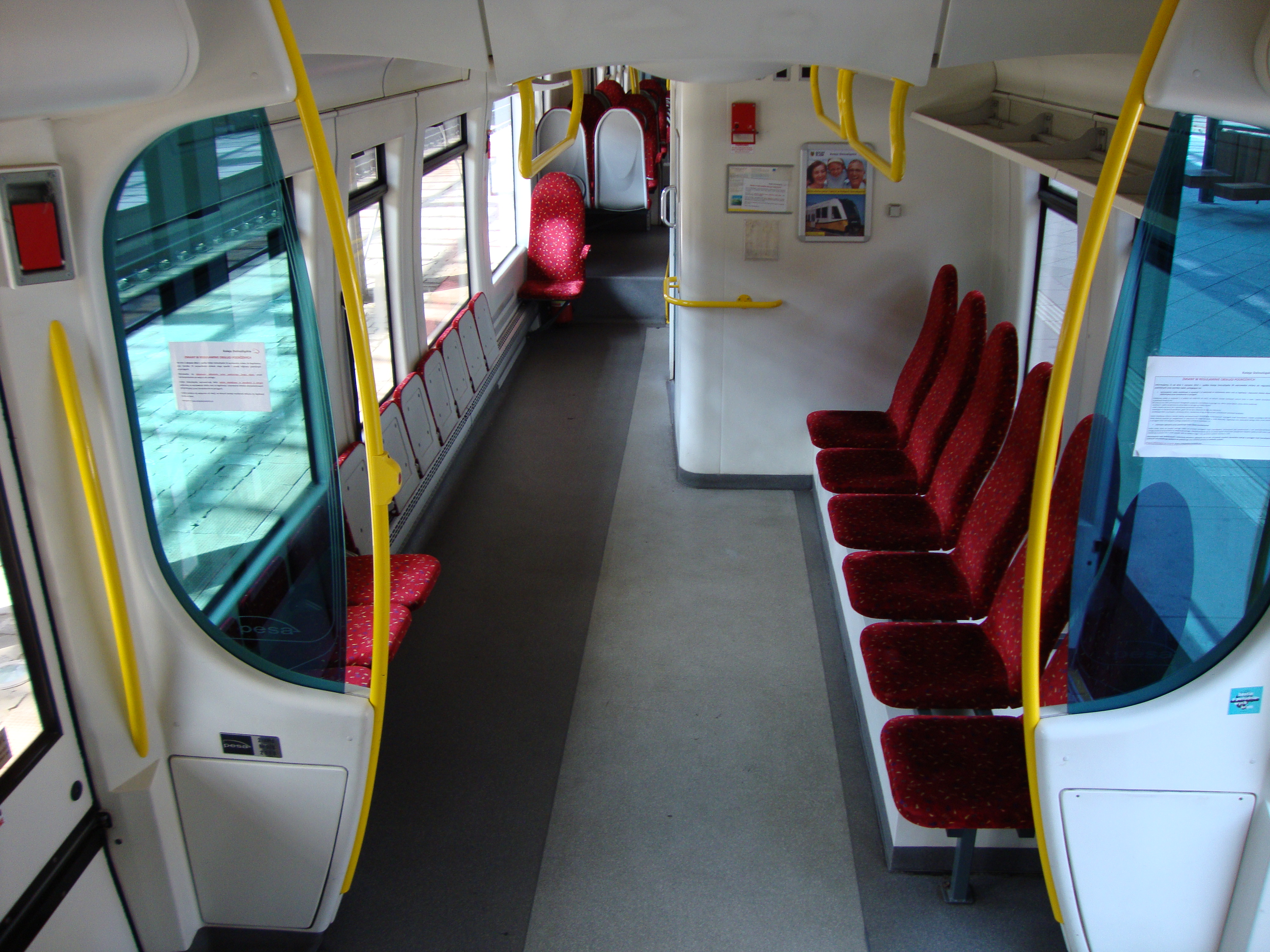
SA134-006 Pesa Przestrzeń wielofunkcyjna
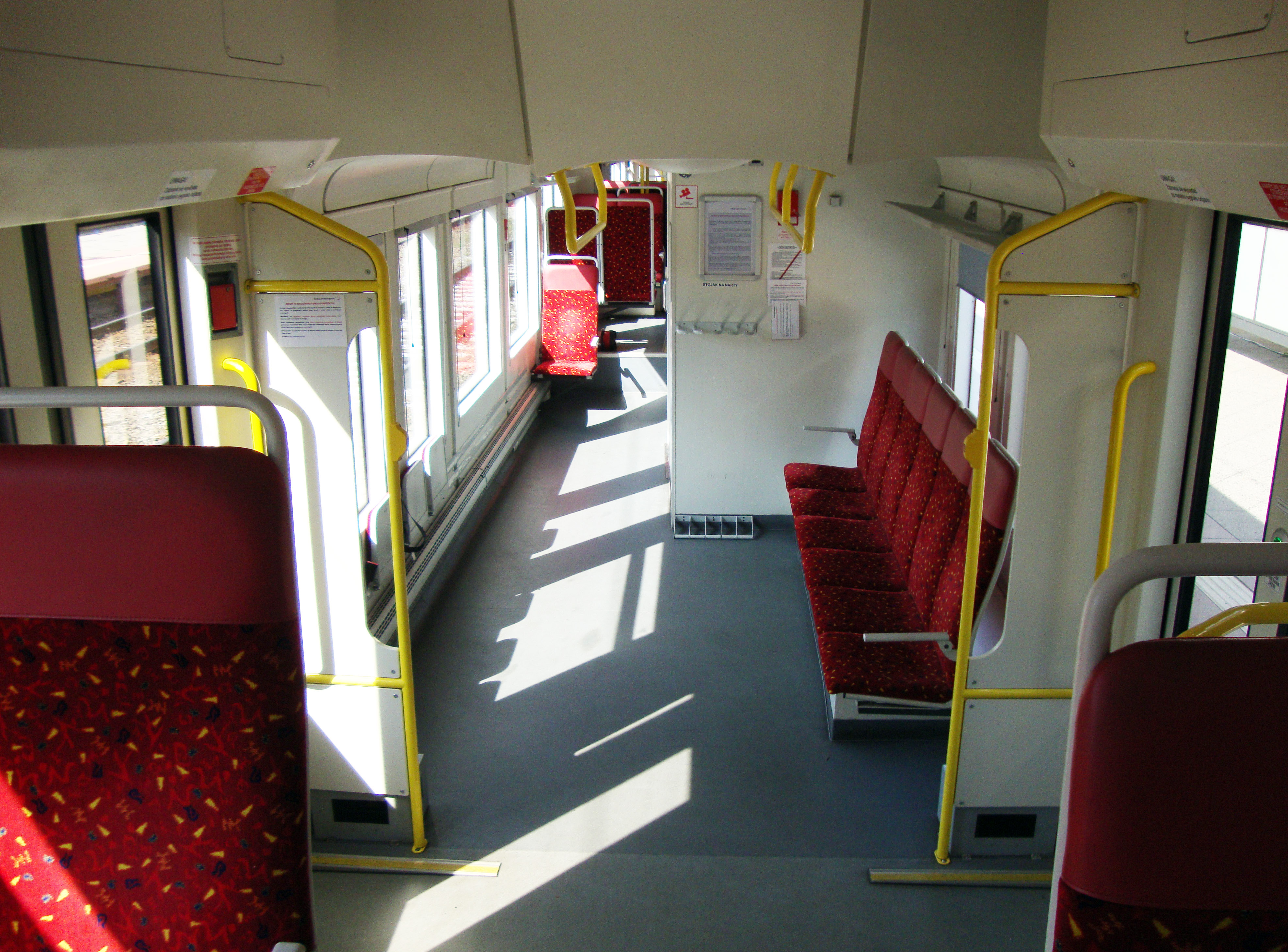
SA134-024 Mińsk 2 Przestrzeń wielofunkcyjna

### Bezpieczeństwo
218Mx posiadają standardowe urządzenia automatyki bezpieczeństwa pociągu: czuwak aktywny, samoczynne hamowanie pociągu, Radio-Stop, a także są wyposażone w sygnalizację pożarową.

### Szczegółowa charakterystyka podtypów
| Typ           | Seria           | Układ osi | Liczba silników | Typ silnika             | Moc pojedynczego silnika  | Typ przekładni                | Masa służbowa                | Liczba drzwi na stronę | Liczba miejsc siedziących | Liczba wyprodukowanych sztuk |                           |
| ------------- | --------------- | --------- | --------------- | ----------------------- | ------------------------- | ----------------------------- | ---------------------------- | ---------------------- | ------------------------- | ---------------------------- | ------------------------- |
| 218M          | SA131           | B'2'2'    | 1               | Iveco V8 SVQE283        | 500 kW                    | Voith T212 bre (hydrauliczna) | 81 t                         | 3                      | 118                       | 1                            | [ 3 ] [ 50 ] [ 51 ]       |
| 218Ma         | SA132           | B'2'B'    | 2               | MTU 6H1800R81           | 350 kW                    | ZF 5-HP600R (hydr.-mech.)     | 74,6 t / 83 t (różne źródła) | 2                      | 140-175                   | 11                           | [ 3 ] [ 4 ] [ 52 ]        |
| 218Mb         | SA132           | B'2'B'    | 2               | MTU 6H1800R80 6H1800R81 | 350 kW                    | ZF 5-HP600R (hydr.-mech.)     | 78,5 t                       | 3                      | 164                       | 4                            | [ 3 ] [ 53 ] [ 54 ]       |
| 218Mc         | SA133 (001-020) | B'2'B'    | 2               | MAN D2876LUE623         | 382 kW                    | Voith T211 bre (hydrauliczna) | 82 t                         | 2                      | 134-146                   | 20                           | [ 3 ] [ 50 ] [ 55 ]       |
| 218Mc         | SA133 (021-024) | B'2'B'    | 2               | Voith R2876T3-390       | 390 kW                    | Voith                         | 82 t                         | 2                      | 120                       | 4                            | [ 5 ] [ 56 ]              |
| 218Md         | SA134 (001-014) | B'2'B'    | 2               | MTU 6H1800 R83P         | 350/360 kW (różne źródła) | ZF 5-HP902 (hydr.-mech.)      | 76 t                         | 2                      | 134                       | 14                           | [ 9 ] [ 1 ] [ 10 ] [ 57 ] |
| 218Md Mińsk 2 | SA134 (015-025) | B'2'B'    | 2               | MTU 6H1800 R83P         | 360 kW                    | ZF 5-HP902                    | 76 t                         | 2                      | 120-134                   | 11                           | [ 58 ] [ 59 ]             |

1. ↑  Pojazdy oznaczone jako SA132 008–015 mają inną konstrukcję pudła (taką jak w 218Mc).
2. ↑  w SA132-005
3. ↑  w SA132-006 i -007

### Modernizacje

#### Dolnośląskie
W 2015 roku podczas naprawy rewizyjnej jeden z dolnośląskich SA134 został wyposażony w ładowarki USB. Z uwagi na specyfikę instalacji elektrycznej nie można było zamontować w nim typowych gniazdek elektrycznych.
W roku 2017 jeden z dolnośląskich SA134, o numerze 005 został poddany naprawie rewizyjnej (P4). Zakres prac objął m.in. wymianę systemu informacji pasażerskiej, foteli pasażerskich na nowe, montaż ładowarek USB oraz zmianę malatury zewnętrznej. Ponadto jego konstrukcja pudła została oklejona folią odblaskową. Do końca roku podobną modernizację mają przejść także SA134-003, SA134-004 oraz jeden jednoczłonowy SA135-003.

#### Lubelskie
W październiku 2015 roku samorząd podpisał z Pesą umowę na modernizację SA134-015 ÷ 019. W ramach tej modernizacji ma nastąpić: modernizacja systemu informacji pasażerskiej, wymiana zgarniaczy torowych z laminatowanych na stalowe, modernizacja monitoringu pojazdu, zabezpieczenie zasilaczy buforowych, zabudowa osłon filtrów oleju.

#### Lubuskie
Przewozy Regionalne udzieliły 22 listopada 2013 zamówienia producentowi na modernizację lubuskiej jednostki SA133-003 przy okazji naprawy rewizyjnej poziomu P4. A 11 września 2014 Urząd Marszałkowski Województwa Lubuskiego udzielił Pesie zamówienia na modernizacją SA133-007 połączoną z naprawą poziomu P4.
W opisie zamówień wskazano na konieczność zmiany części zastosowanych fabrycznie rozwiązań:
- wymiana przekaźników ciśnieniowych typu WDM na typ Moller, wymiana zaworów typu EV-3 (SHP, CA, RADIOSTOP) – na zawory bezpieczeństwa firmy Knorr, lub równoważne, wymiana zaworu EV-5 hamulca sprężynowego na zawór z reduktorem firmy Dako lub równoważne,
- montaż osuszaczy powietrza (po jednym na człon),
- wymiana systemu monitoringu,
- przebudowa odpływów wody z dachu,
- montaż manometrów drugiego wózka napędowego oraz tocznego w każdej z kabin,
- wymiana nagrzewnic na nagrzewnice o większej mocy w kabinie maszynisty,
- montaż hamulca bezpieczeństwa na pulpicie każdej kabiny,
- dostosowanie pojazdu do obowiązujących przepisów prawa w zakresie systemu informacji pasażerskiej i tablic kierunkowych[66][68].

W lipcu 2015 Urząd Marszałkowski podpisał z Pesą umowę na modernizację SA133-008, zakres modernizacji jest podobny jak wcześniejszych modernizacji. Natomiast w listopadzie 2016 na modernizację (obejmujący m.in. osuszacze powietrza, system monitoringu, system automatycznego liczenia pasażerów i system informacji pasażerskiej) SA133-006.
W sierpniu 2017 UM ogłosił przetarg na wykonanie przeglądu poziomu PU4 jednostek SA134-020 ÷ 021 wraz z modernizacją systemu informacji pasażerskiej. 23 października UM podpisał z przedsiębiorstwem ASO Mieczkowski umowę na wykonanie tego zadania. 28 marca 2018 firma przekazała pierwszy gotowy egzemplarz.

#### Opolskie
W maju 2017 roku Urząd Marszałkowski województwa opolskiego ogłosił przetarg na naprawę rewizyjną wszystkich pięciu SA134, połączoną m.in. z wymianą systemu informacji pasażerskiej i zmianą malatury. Realizacji zamówienia podjęła się Pesa.

#### Podlaskie
1 października 2015 Urząd Marszałkowski podpisał z Pesą umowę na naprawę rewizyjną połączoną z modernizacją SA133-001 i 002.

#### Podkarpackie
Na początku listopada 2015 województwo ogłosiło przetarg na doposażenie SA134-022 w automaty biletowe.

#### Wielkopolskie
2 marca 2015 Urząd Marszałkowski podpisał z Pesą umowę na naprawę rewizyjną połączoną z modernizacją SA132-001, 003 i 004. Modernizacja obejmuje wymianę foteli, montaż rolet i rozbudowę systemu informacji pasażerskiej. 30 października UM podpisał z Pesą umowę rozszerzająca zamówienie o naprawę SA132-013.
W czerwcu 2016 Urząd Marszałkowski podpisał z Pesą umowę na modernizację SA132-008 ÷ 012. W ramach tego zamówienia trzy pojazdy mają zostać wyposażone w klimatyzację, we wszystkich pojazdach ma zostać wprowadzona diagnostyka online, zainstalowany nowy monitoring i system informacji pasażerskiej. W pojazdach ma zostać zmniejszona liczba miejsc do 128 (w tym 10 uchylnych) oraz ma pojawić się przedział służbowy, stojaki dla rowerów i przewijaki dla niemowląt w toaletach.
W lutym 2018 UM podpisał z Pesą umowę na modernizację SA132-014 obejmującą: wymianę systemu klimatyzacji, modernizację układu pneumatycznego, wymianę foteli pasażerskich, modernizację systemu monitoringu i systemu informacji pasażerskiej, montaż rolet okiennych, modernizację układu hamulcowego, układu ATM oraz przedziału WC, dachu, układu ogrzewania oraz systemu sterowania i diagnostyki. W styczniu 2019 podpisano umowę na modernizację SA134-010 o podobnym zakresie.

## Eksploatacja
| Właściciel          | Przewoźnik           | Typ            | Seria          | Numery                              | Lata dostaw      | Liczba  |                                    |
| ------------------- | -------------------- | -------------- | -------------- | ----------------------------------- | ---------------- | ------- | ---------------------------------- |
| Arriva RP           | Arriva RP            | 218Md          | SA134          | 001 ÷ 002                           | 2007             | 6       | [ 86 ]                             |
| Arriva RP           | Arriva RP            | 218Mc          | SA133          | 021 ÷ 024                           | 2012             | 6       | [ 86 ]                             |
| Dolnośląskie        | Koleje Dolnośląskie  | 218Mb          | SA132          | 002                                 | 2006             | 9       | [ 14 ]                             |
| Dolnośląskie        | Koleje Dolnośląskie  | 218Md          | SA134          | 003 ÷ 007, 023 ÷ 025                | 2008–2011        | 9       | [ 86 ]                             |
| Lubelskie           | Polregio             | 218Md          | SA134          | 015 ÷ 019, 026 ÷ 028                | 2010, 2013       | 8       | [ 86 ]                             |
| Lubuskie            | Polregio             | 218Mc          | SA133          | 003, 006 ÷ 008                      | 2006–2008        | 6       | [ 86 ]                             |
| Lubuskie            | Polregio             | 218Md          | SA134          | 020 ÷ 021                           | 2011             | 6       | [ 86 ]                             |
| Małopolskie         | Polregio             | 218Mc          | SA133          | 004 i 005                           | 2007             | 2       | [ 86 ]                             |
| Opolskie            | Polregio             | 218Md          | SA134          | 009, 011 ÷ 014                      | 2008–2009        | 5       | [ 86 ]                             |
| Podkarpackie        | Polregio             | 218Md          | SA134          | 022, 029                            | 2011, 2014       | 2       | [ 86 ]                             |
| Podlaskie           | Polregio             | 218Mc          | SA133          | 001 ÷ 002, 009 ÷ 012, 019 ÷ 020     | 2006, 2009, 2011 | 8       | [ 86 ]                             |
| Pomorskie           | Polregio             | 218M           | SA131          | 001                                 | 2005             | 8       | [ 86 ]                             |
| Pomorskie           | Polregio             | 218Mb          | SA132          | 005 ÷ 007                           | 2006             | 8       | [ 86 ]                             |
| Pomorskie           | Polregio             | 218Mc          | SA133          | 025 ÷ 028                           | 2015             | 8       | [ 87 ]                             |
| Pomorskie           | Polregio/PKP SKM     | 218Mc          | SA133          | 029 ÷ 031                           | 2015             | 3       | [ 37 ] [ 88 ] [ 89 ] [ 90 ] [ 91 ] |
| Warmińsko-mazurskie | Polregio             | 218Mc          | SA133          | 013 ÷ 018                           | 2009–2010        | 6       | [ 86 ]                             |
| Wielkopolskie       | Koleje Wielkopolskie | 218Ma          | SA132          | 001, 003, 004, 008 ÷ 011, 013 ÷ 015 | 2005–2007        | 12 (13) | [ 86 ] [ 92 ] [ 20 ]               |
| Wielkopolskie       | Koleje Wielkopolskie | 218Md          | SA134          | 008, 010                            | 2008             | 12 (13) | [ 86 ] [ 93 ]                      |
| Łączna liczba:      | Łączna liczba:       | Łączna liczba: | Łączna liczba: | Łączna liczba:                      | Łączna liczba:   | 76      |                                    |

### Arriva RP

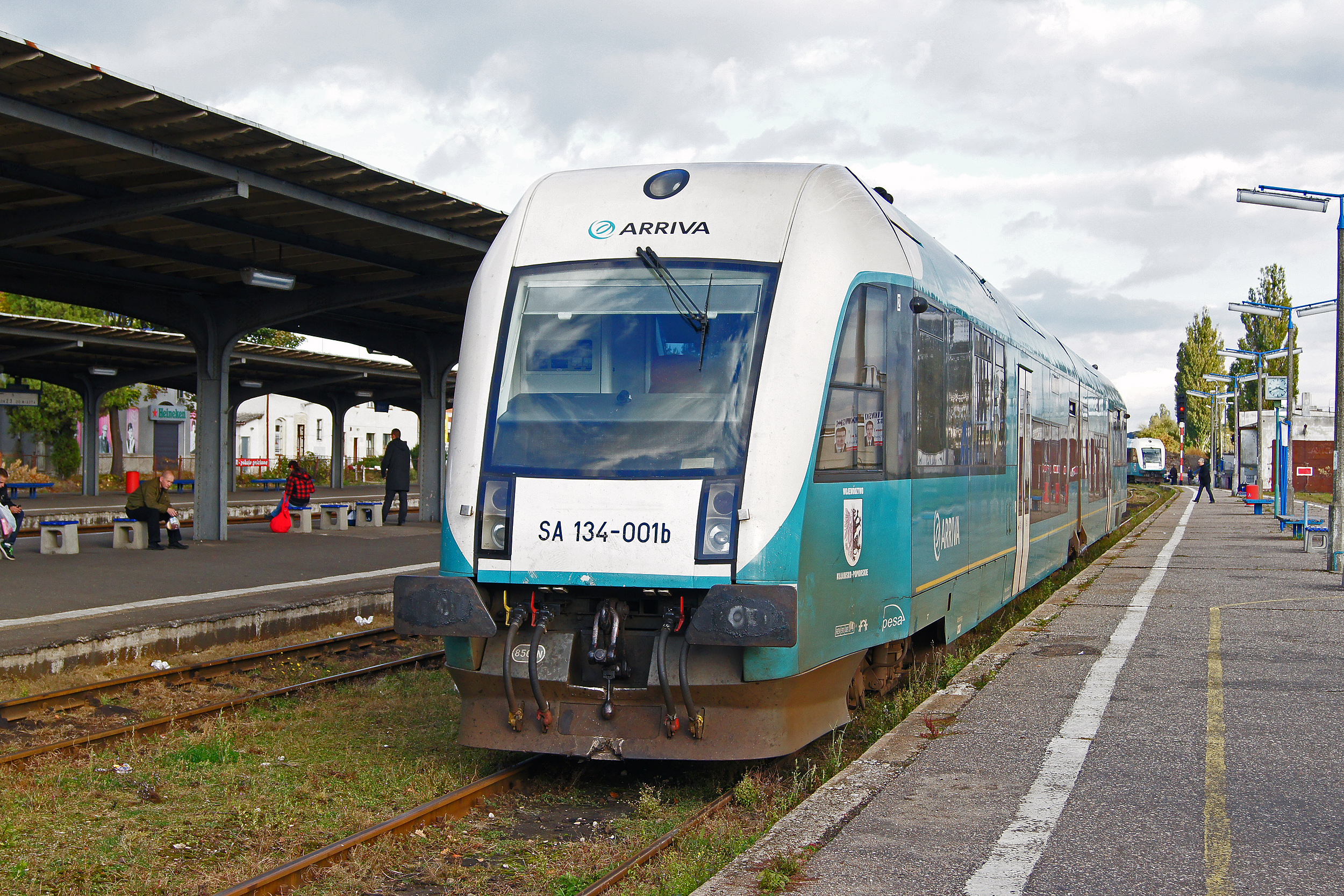
SA134-001 Arrivy RP

Arriva RP otrzymała w grudniu 2007 dwa zakupione od Pesy pojazdy 218Md, oznaczone jako SA134-001 i -002.
Kontrakt z Pesą Bydgoszcz na dostawę kolejnych pojazdów dla tego przewoźnika (czterech 218Mc) podpisano 8 listopada 2011. Uroczyste przekazanie pierwszych pojazdów (SA133-021 i -022) miało miejsce 30 listopada 2012. Oficjalni goście przejechali nowymi pojazdami trasę Bydgoszcz – Chełmża – Toruń. Na stacji Toruń Wschodni odbyła się prezentacja dla szerszej publiczności.
22 lutego 2017 jedna z jednostek Arrivy została tymczasowo użyczona PKP Szybkiej Kolei Miejskiej w Trójmieście do obsługi Pomorskiej Kolei Metropolitalnej. W 2018 SA134-001 i 002 były dzierżawione przez Koleje Wielkopolskie. Natomiast w marcu 2022 jednostkę SA134-001 wydzierżawiono Kolejom Dolnośląskim.

### Dolnośląskie

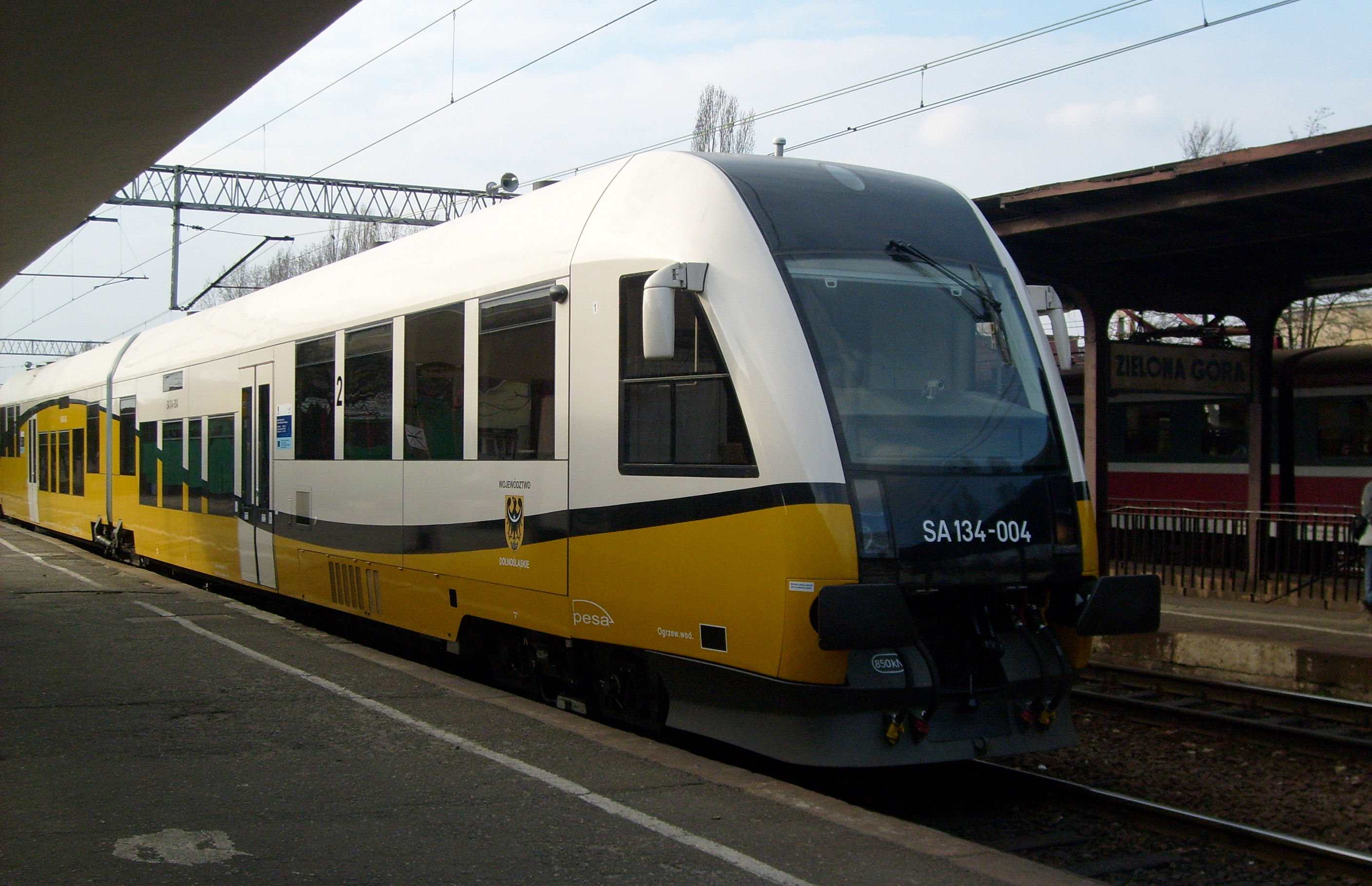
Dolnośląski SA134-004

Pojazd typu 218Mb (SA132-002) został przekazany województwu po serii jazd promocyjnych w lutym 2006.
16 lipca 2007 Dolnośląski Urząd Marszałkowski złożył kolejne zamówienie, które objęło 5 dwuczłonowych i 3 jednoczłonowe (Pesa 214M) pojazdy spalinowe. Pierwszy z pięciu zamówionych zespołów serii SA134 (nr 003) został zaprezentowany 23 stycznia 2008 na wrocławskim dworcu. Kolejny (SA134-004) dostarczono zamawiającemu na początku lutego 2008. Obydwa pociągi skierowano do obsługi połączeń Jelenia Góra – Węgliniec – Zielona Góra, Jelenia Góra – Węgliniec – Zgorzelec/Bolesławiec i Legnica – Jelenia Góra. Później dostarczono kolejne trzy dwuczłonowce (SA134-005, SA134-006 i SA134-007).
14 grudnia 2008 roku wszystkie będące dotychczas udostępnione spółce Przewozy Regionalne pojazdy (dwa Kolzam 212M, cztery Pesa 214M oraz sześć Pesa 218M) zostały przekazane debiutującym Kolejom Dolnośląskim. 5 grudnia 2009 KD reaktywowały linię Kłodzko – Wałbrzych do której obsługi skierowały między innymi SA132-002.
27 maja 2010 udzielono zamówienia ZNTK „Mińsk Mazowiecki” na dostawę kolejnych pojazdów dla Kolei Dolnośląskich: 3 dwuczłonowych 218M oraz 6 jednoczłonowych 214M. 4 maja 2011 ZNTK „Mińsk Mazowiecki” przekazały przewoźnikowi pierwszy z zamówionych dwuczłonowców – SA134-023.
Dolnośląski SA132-002 został w dniach 17-22 lutego 2006 wykorzystany przez producenta do jazd pokazowych w małopolskim, śląskim, opolskim i lubuskim, a 25 lutego 2006 kursował między Toruniem a Bydgoszczą w ramach promocji pomysłu Szybkiej kolei miejskiej BiTCity.
12 grudnia 2012 dolnośląski SA134-006 relacji Kłodzko – Legnica zderzył się z koparką w Pasiecznej.
Pod koniec marca 2020 roku podjęto decyzje o dzierżawie szynobusu SA132-002 dla PKP SKM Trójmiasto w zamian za EN57AKM-1718. 27 marca pojazd wyruszył z bazy Kolei Dolnośląskich w Legnicy do Gdyni Cisowej, a następnego dnia trafił do przewoźnika. Po roku eksploatacji w kwietniu 2021 roku szynobus wrócił do Kolei Dolnośląskich. W październiku 2021 roku nastąpiła kolejna wymiana w której to wypożyczono SA134-023 w zamian za ponownie EN57AKM-1718.
2 lipca 2022 rozpoczęto eksploatację jednostek SA134 ciągnących wagon towarowy przeznaczony do przewozu rowerów.

### Lubelskie

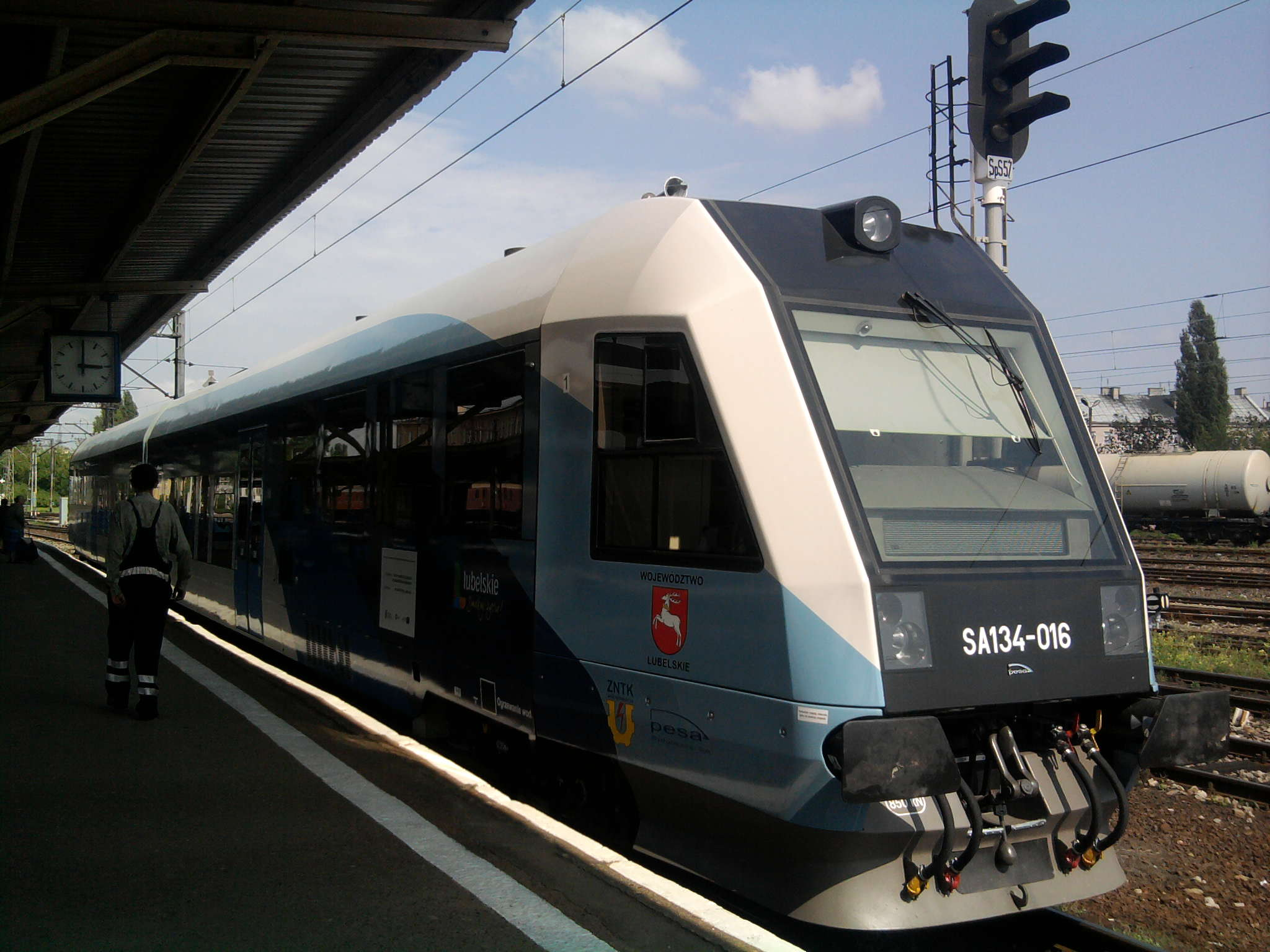
Lubelski SA134-016

3 grudnia 2009 przedstawiciele Urzędu Marszałkowskiego w Lublinie podpisali umowę na dostarczenie pięciu spalinowych zespołów trakcyjnych przez konsorcjum Zakładów Naprawczych Taboru Kolejowego „Mińsk Mazowiecki” oraz spółki Pesa. Pojazdy zamówiono z myślą o obsłudze trzech tras, z Lublina do Stalowej Woli, Lubartowa i lotniska w Świdniku.
24 czerwca 2010 nastąpiło przekazanie Lubelskiemu Zakładowi Przewozów Regionalnych pierwszego z pięciu 218Md Mińsk 2. Pojazdy w ZNTK „Mińsk Mazowiecki” zamówił Urząd Marszałkowski w Lublinie.
Ostatni, piąty pojazd dostarczono do Lublina w nocy z 14 na 15 grudnia tego samego roku. Oprócz tras w samym macierzystym województwie pociągi skierowano także do obsługi połączenia międzywojewódzkiego z Lublina do Rzeszowa, które obsługiwały wraz z podkarpackimi SA135, jednak połączenia te w grudniu 2012 zostały zlikwidowane.
9 października 2012 podpisano umowę z konsorcjum Pesy i ZNTK „Mińsk Mazowiecki” na dostawę kolejnych 3 egzemplarzy, z których pierwszy miał zostać dostarczony w kwietniu, a ostatni najpóźniej we wrześniu 2013.
26 lutego 2013 lubelski SA134-019 relacji Zamość – Rejowiec zderzył się z samochodem osobowym, w wyniku czego pojazd częściowo spłonął. W połowie 2013 roku pojazd przetransportowano do producenta, a 24 czerwca 2014 podpisano umowę na jego odbudowę.
2 kwietnia 2013, wraz z uruchomieniem przewozów pasażerskich na linii Lublin-Lubartów, uroczyście zaprezentowano SA134-026 dla województwa lubelskiego. Później dostarczono kolejne dwa pojazdy (SA134-027 i SA134-028).

### Lubuskie

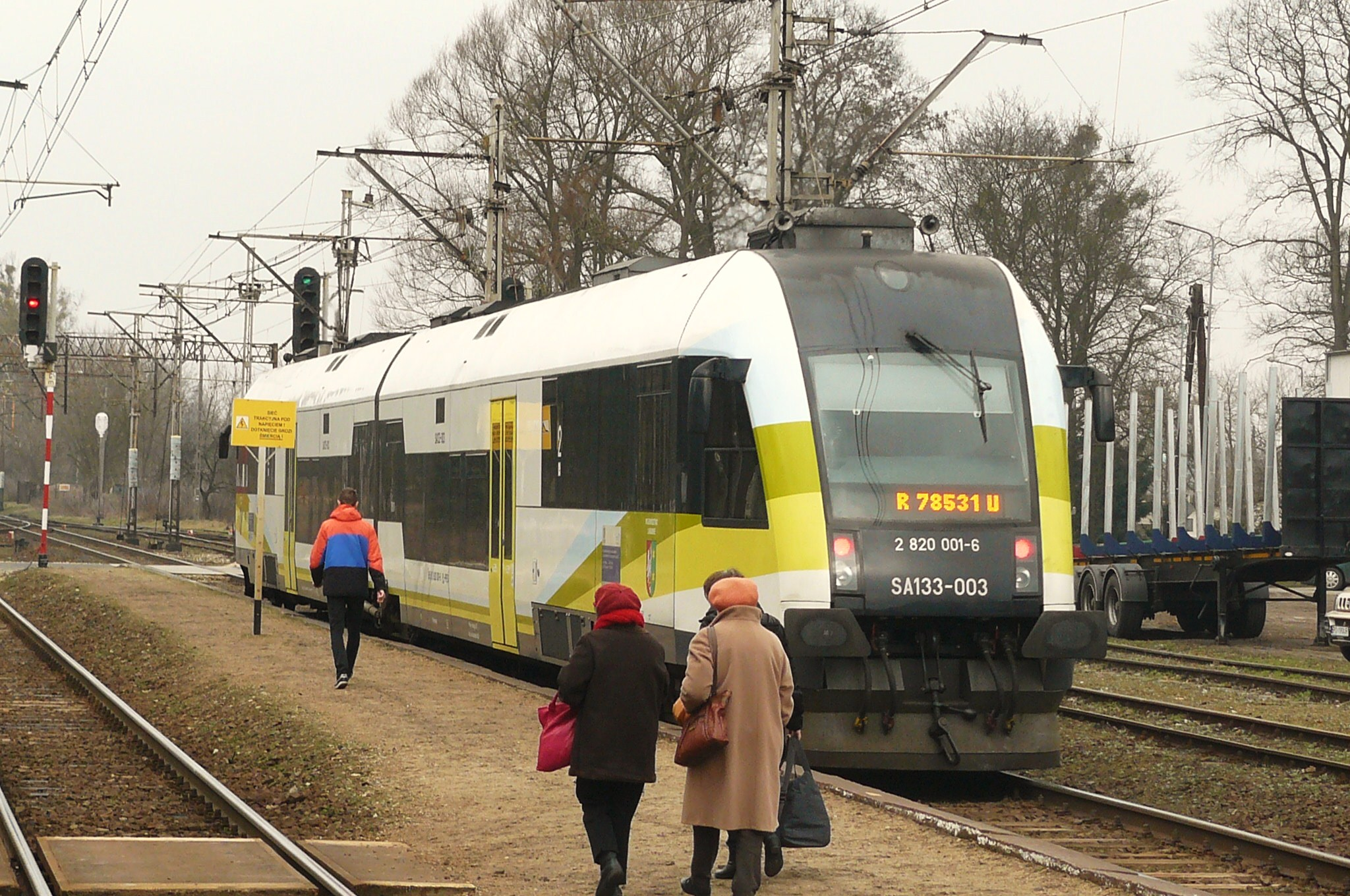
Lubuski SA133-003

11 września 2006 Marszałek Województwa Lubuskiego podpisał umowę z Pesą Bydgoszcz na wykonanie i dostawę czterech autobusów szynowych z napędem spalinowym. Pierwszy pojazd dostarczono 2 grudnia 2006 do Zielonej Góry. Tydzień później, 10 grudnia nowy SZT został użyty do wznowienia połączeń na trasach Żagań (stacja kolejowa) – Szprotawa – Niegosławice i Żary – Iłowa – Węgliniec (były zawieszone od 2002) i uruchomienia dodatkowych kursów na odcinku Zielona Góra – Żary. Drugi pojazd, SA133-006 dostarczony 30 czerwca 2007, na części tras zastąpił starszy tabor, ale także został użyty do zwiększenia częstości połączeń na trasie Krzyż – Gorzów Wielkopolski – Kostrzyn.
SA133-007, dostarczony 10 września 2007 jako trzeci lubuski 218Mc, umożliwił (od rozkładu jazdy 2007/08) zwiększenie częstotliwości połączeń na trasie Tuplice – Żary – Żagań – Szprotawa – Niegosławice i wprowadzenie nowego bezpośredniego połączenia Zielona Góra – Żary – Iłowa – Jelenia Góra.
Ostatni SZT z tego zamówienia (SA133-008) został odebrany 20 lutego 2008 i został skierowany na trasę Krzyż – Gorzów Wlkp. – Kostrzyn.
14 października 2010 podpisano nową umowę, na dostarczenie dwóch 218Md dla województwa lubuskiego przez ZNTK „Mińsk Mazowiecki”. Nowe SZT zamówiono, aby uzupełnić tabor do obsługi połączeń Krzyż – Gorzów Wlkp. – Kostrzyn. Pojazdy zostały przekazane do eksploatacji 17 (SA134-020) i 30 (SA134-021) marca 2011.
1 stycznia 2014 na trasie Gorzów Wielkopolski – Drezdenko w okolicach miejscowości Santok doszło do zapalania się izolacji kanału grzewczego pod podwoziem SA133–007. 6 stycznia pojazd został ponownie włączony do ruchu.

### Małopolskie

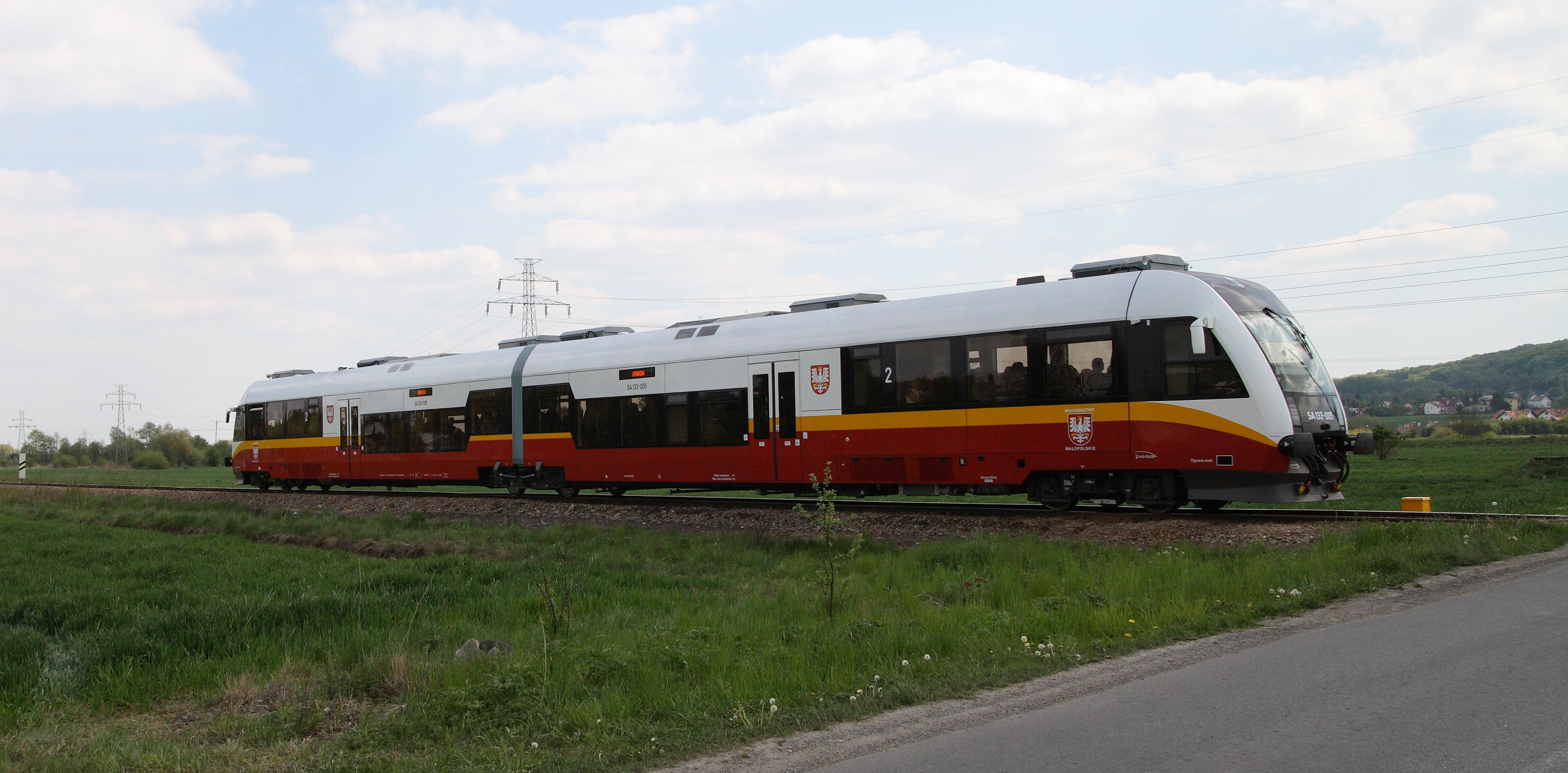
Małopolski SA133-005

6 lipca 2006 zawarto umowę między województwem małopolskim a firmami Pojazdy Szynowe Pesa Bydgoszcz i BRE Leasing na dostawę dwóch pojazdów typu 218Mc i czterech typu 308B w formie leasingu operacyjnego. Pierwszy z zamówionych 218Mc dla województwa małopolskiego (SA133-004) został oficjalnie zaprezentowany 21 lutego 2007 na dworcu Kraków Główny, a 2 marca zaczął obsługiwać linię do portu lotniczego Kraków-Balice. W 2014 roku ze względu na elektryfikację linii do lotniska wszystkie małopolskie SA133 oraz SA109 zostały wypożyczone Pomorskiemu oddziałowi PR.
W połowie 2016 roku skończył się 10-letni okres leasingu jednostek SA133 i zgodnie z zawartą opcją w umowie, województwo zdecydowało się na ich wykup na własność.
21 lutego 2017 jedna z małopolskich jednostek użytkowanych przez pomorski oddział PR została tymczasowo użyczona PKP Szybkiej Kolei Miejskiej w Trójmieście do obsługi Pomorskiej Kolei Metropolitalnej.

### Opolskie
Umowę na dostarczenie 5 sztuk 218Md podpisano 9 lipca 2008. Pierwszy pojazd dostarczono 16 grudnia 2008, ostatni 29 września 2009. Tego samego dnia odbyła się uroczysta prezentacja zespołu serii SA134 na dworcu Opole Główne, a następnie przejazd tego SZT do stacji Lewin Brzeski, gdzie kontynuowano uroczystość. Nowe pojazdy przeznaczono do obsługi połączeń Kędzierzyn-Koźle – Nysa – Brzeg, Opole – Nysa i Opole – Kluczbork. 22 grudnia 2015 pojazd SA134-011 wykoleił się pod Komprachcicami. Jedna oś wózka znalazła się poza torem wskutek pęknięcia ramy. Po wypadku Przewozy Regionalne zdecydowały się wyłączyć wszystkie pojazdy tego typu, za które uruchomiona została początkowo autobusowa komunikacja zastępcza, a później również skład zastępczy z lokomotywą SU42 i wagonami piętrowymi. Na początku lutego przewoźnik podjął decyzję o wymianie wózków, we wszystkich 5 zespołach SA134. 14 kwietnia pociągi powróciły na trasę Kluczbork – Opole. 7 kwietnia 2017 w pojeździe SA134-014 podczas przeglądu wykryto kolejne pęknięcie.

### Podkarpackie
19 października 2010 województwo podkarpackie podpisało z ZNTK „Mińsk Mazowiecki” umowę na dostawę jednego 218M, który (oznaczony jako SA134-022) został dostarczony w marcu 2011. W pierwszej połowie 2011 roku ZNTK dostarczył również 5 jednoczłonowych SA135. Dostarczenie 6 nowych pojazdów spowodowało ograniczenie częstotliwości konieczności stosowania komunikacji zastępczej oraz pozwoliło na uruchomienie bezpośredniego połączenia Rzeszów – Lublin i Rzeszów – Stalowa Wola Rozwadów.
21 sierpnia 2013 podpisano umowę na dostarczenie kolejnego spalinowego zespołu trakcyjnego przez konsorcjum złożone z ZNTK „Mińsk Mazowiecki” i Pesy Bydgoszcz. 4 marca 2014 kursowanie rozpoczął drugi podkarpacki 218M, oznaczony jako SA134-029. Skierowano go na te same trasy co pierwszego podkarpackiego 218M.
Pojazd SA134-022 posiada dopuszczenie do kursowania po słowackiej sieci kolejowej, dzięki czemu 27 sierpnia 2016 mógł zostać wykorzystany do obsługi specjalnego kursu Rzeszów – Medzilaborce. W lutym 2017 jednostka otrzymały stałe dopuszczenie do kursowania po słowackiej sieci kolejowej.

### Podlaskie

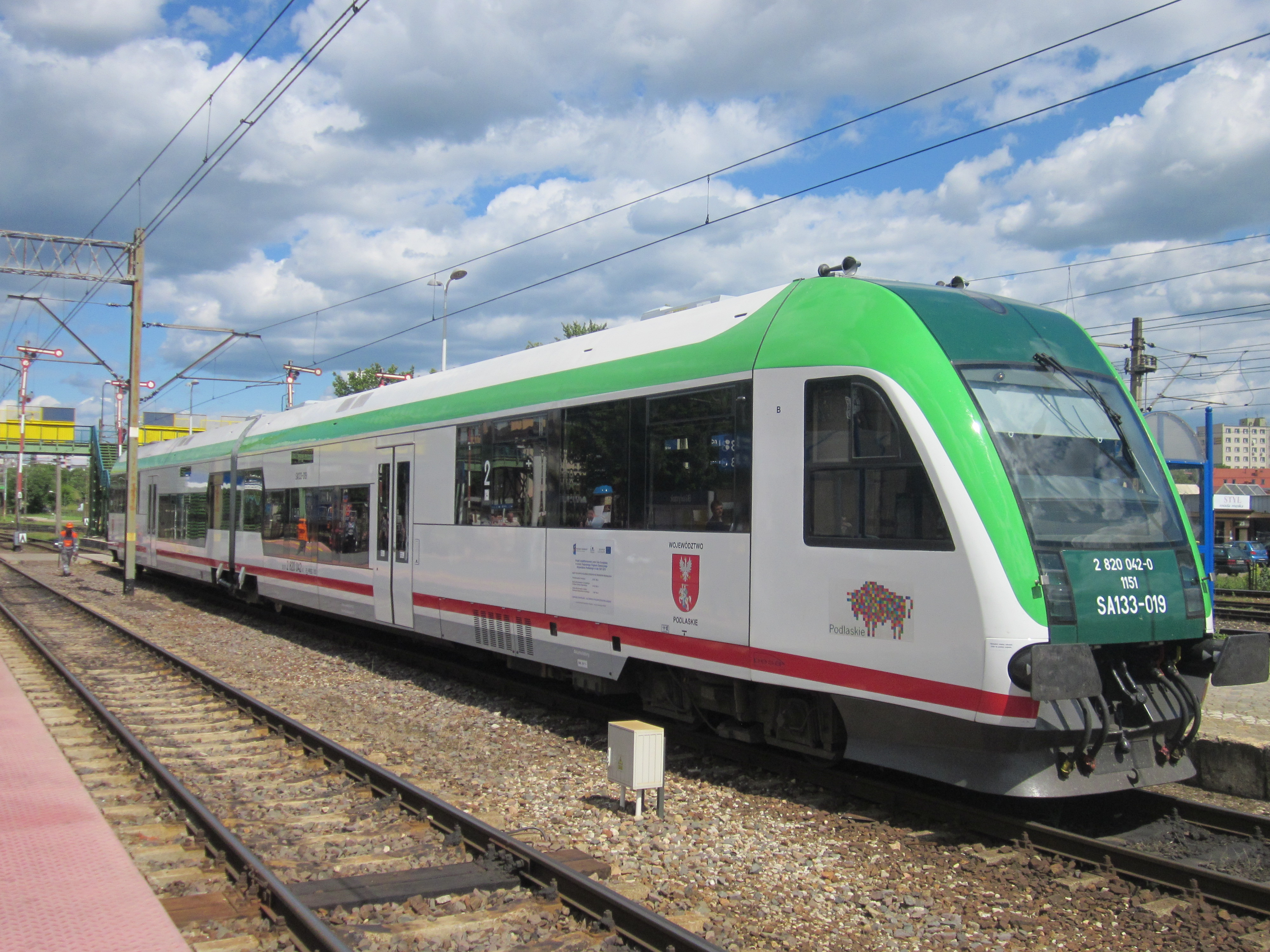
Podlaski SA133-019

28 czerwca 2006 Pesa zawarła umowę z województwem podlaskim na dostawę dwóch 218Mc, pierwszy z nich (SA133-001) został dostarczony 4 października, a drugi (SA133-002) 11 listopada. Pojazdy przeznaczono do obsługi trasy z Białegostoku do Suwałk.
Podpisanie umowy z Pesą Bydgoszcz na dostawę kolejnych (czterech) zespołów 218Mc nastąpiło w dniu 4 marca 2009. Pierwszy z zamówionych SZT został dostarczony w dniu 31 maja 2009. Kolejne pojazdy przyjeżdżały do Białegostoku 30 czerwca i 24 lipca. Ostatni pojazd z tego zamówienia producent przekazał 2 września 2009. Zakupy były dofinansowane z RPO Województwa Podlaskiego.
Trzecie zamówienie na dwuczłonowe SZT z Pesy dla Podlaskiego objęło dwa pojazdy 218Mc. Umowę na dostarczenie tych pojazdów w styczniu 2011 podpisano 26 listopada 2010 w Białymstoku.
5 maja 2016 odbył się przejazd techniczny dwóch połączonych jednostek SA133 do Kowna na Litwie. Powodem przejazdu były przygotowania do uruchomienie transgranicznego kursu Białystok – Kowno. Połączenie to zostało ostatecznie uruchomione 17 czerwca.

### Pomorskie
7 grudnia 2004 Pesa podpisała z województwem pomorskim pierwszą umowę na dostawę pojazdu z rodziny 218M. W ramach tego zamówienia województwo zamówiło również 2 jednoczłonowe 214M. 4 grudnia 2005 pojazd został przekazany PR Gdynia i został skierowany na testy na różnych trasach niezelektryfikowanych w województwie pomorskim, a także na trasach z Czerska i Chojnic do Laskowic Pomorskich. W grudniu 2005 rozpoczął służbę na pomorskich torach, obsługując m.in. trasy Gdynia Główna – Hel i Gdynia Główna – Kościerzyna. Nowy zespół trakcyjny dołączył do wcześniej eksploatowanych w tym województwie pojazdów serii SA101, SA103 (Pesa 214Ma) i SA109 (Kolzam Regiovan). Mając większą od nich pojemność miał poprawić komfort podróży na odcinkach o dużej popularności wśród pasażerów.
30 maja 2006 pomorskie podpisało umowę na trzy kolejne SZT 218Mb. Pojazdy serii SA132 (nr 005, 006 i 007) dostarczano od października do grudnia 2006. Ze względu na dofinansowanie z SPOT nowe zespoły mogły być wykorzystywane tylko na trasach Gdynia Główna – Władysławowo – Hel i Gdynia – Kościerzyna – Chojnice.
Dwuczłonowe składy były zbyt małe na obsługę połączeń Gdynia – Kościerzyna i Gdynia – Hel. Samorząd wojewódzki ogłosił przetarg na bardziej pojemne składy. Nowe trójczłonowe SZT wyprodukowane przez Newag (221M serii SA138) wyparły dotychczas używane pojazdy. Pojazdy z Bydgoszczy zostały przekierowane na inne linie.
24 kwietnia 2014 samorząd podpisał z Pesą umowę na dostawę 4 sztuk SA133 (typ 218Mc). Pierwszy z pojazdów dostarczono pod koniec lipca 2015, a 3 września został zaprezentowany na stacji w Malborku. We wrześniu wszystkie 4 pojazdy rozpoczęły kursowanie na linii Malbork – Grudziądz. Zakup został współfinansowany w ramach Szwajcarskiego Programu Współpracy z nowymi krajami członkowskimi Unii Europejskiej.
2 września 2014 pomorski samorząd podpisał z Pesą umowę na dostawę 3 sztuk typu 218Mc i 7 sztuk 3-członowych SZT typu 219M do obsługi Pomorskiej Kolei Metropolitalnej. Dostawy miały rozpocząć się w grudniu 2014 a zakończyć w maju 2015. Na mocy podpisanych aneksów przesunięto czas dostaw na okres od 20 kwietnia do 31 sierpnia 2015. W zamian za opóźnienie realizacji kontraktu producent doposażył jednostki w superkondensatory i wysuwane stopnie zewnętrzne. W kwietniu 2015 pierwszy pojazd trójczłonowy był gotowy i posiadał homologację. 1 września 2015 uruchomiono została linia PKM, której operatorem została spółka PKP Szybka Kolej Miejska w Trójmieście. W krótkim okresie przed otwarciem PKM pojazdy były użytkowane przez Przewozy Regionalne i obsługiwały inne linie w województwie. Dostawy wszystkich 10 jednostek do obsługi PKM zakończono w grudniu. W grudniu 2022 obsługę linii PKM wraz z dedykowanym taborem spalinowym przejęło Polregio.

### Warmińsko-mazurskie

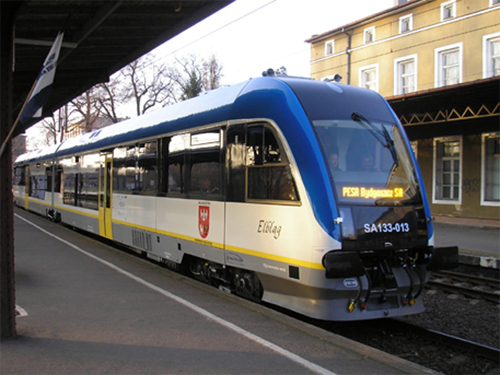
Warmińsko-mazurski SA133-013

24 kwietnia 2009 podpisano pierwszy kontrakt na dostarczenie SZT trzech typu 218Mc. Uroczyste przekazanie pierwszego 218Mc odbyło się 30 listopada 2009 w Elblągu, drugiego przekazano 5 stycznia w Ełku, a trzeciego 6 stycznia 2010 w Olsztynie. Pojazdy zakupiono do obsługi połączeń z Olsztyna do Elbląga, Ełku i Piszu.
Druga umowa z Pesą Bydgoszcz również objęła dostawę trzech pojazdów typu 218Mc. Kontrakt na to zamówienie, finansowane z leasingu operacyjnego, podpisano 20 maja 2010. Wszystkie zespoły zostały dostarczone przed końcem 2010. Wprowadzono je do pracy we wspólnych obiegach z trzema wcześniej kupionymi 218Mc, m.in. przy obsłudze połączeń na reaktywowanych trasach Olsztyn Główny – Pisz – Ełk i Braniewo – Bogaczewo – Elbląg. Pojazdy z nowej dostawy nie pokryły w pełni zapotrzebowania województwa na tabor tej pojemności. Na torach Warmii i Mazur wciąż można było spotkać jednoczłonowe 214M z doczepionymi wagonami serii Bh.
21 stycznia 2016 uruchomiono połączenie Olsztyn Główny – Szymany Lotnisko do którego obsługi skierowany pojazdy SA133 oraz SA106 będące własnością województwa.

### Wielkopolskie

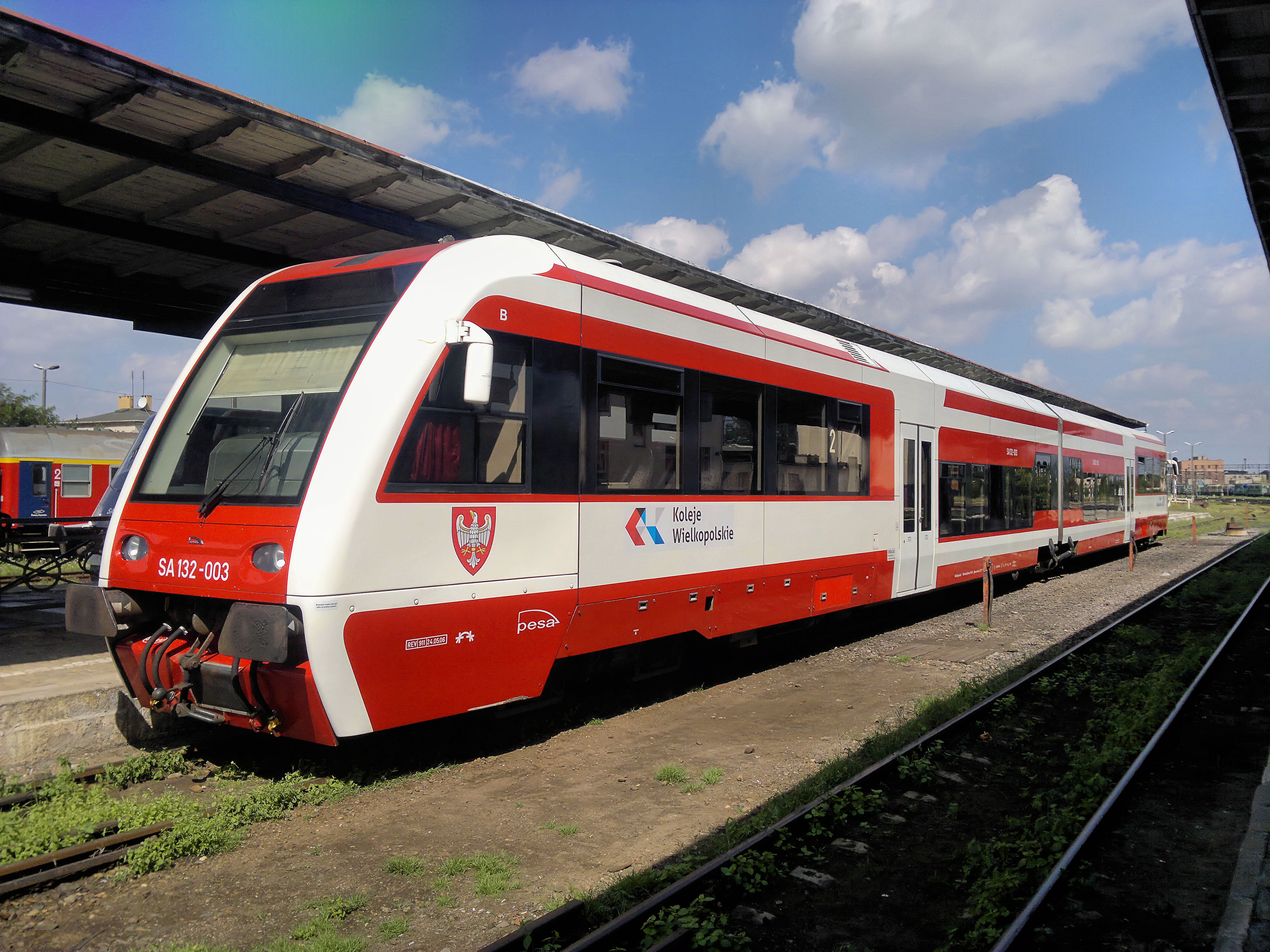
Wielkopolski SA132-003

10 maja 2005 Pesa podpisała z województwem wielkopolskim umowę na dostawę jednego SA132, który został dostarczony 22 grudnia 2005. Jako większy od będących w posiadaniu województwa autobusów szynowych został skierowany na najbardziej obciążone linie obsługiwane przez tabor spalinowy, m.in. do Wągrowca.
29 marca 2006 przedstawiciele wielkopolskiego urzędu marszałkowskiego zawarli z Pesą Bydgoszcz umowę na dostarczenie 2 sztuk pojazdów typu 218Ma. Umowa przewidywała 4-miesięczny czas realizacji zamówienia. Pierwszy z nich (SA132-003) producent uroczyście przekazał 31 maja 2006 na dworcu Poznań Główny.
22 grudnia 2006 w urzędzie marszałkowskim w Poznaniu podpisana została umowa na dostarczenie kolejnych 8 pojazdów tego typu. Pierwszy z zamówionych pojazdów (SA132-008) został przekazany do eksploatacji 15 marca 2007,
a ostatni (SA132-015) 27 listopada 2007. Zakup pojazdów był współfinansowany (ok. 40% wartości zamówienia) z Sektorowego Programu Operacyjnego Transport.
24 lipca 2008 w urzędzie marszałkowskim w Poznaniu zawarto umowę na dostarczenie przez Pesę dwóch zespołów typu 218Md. Oba pojazdy zostały przekazane do użytkowania w grudniu 2008.
1 czerwca 2011 rozpoczęły działanie Koleje Wielkopolskie. W skład ich floty weszło wszystkie 13 sztuk wielkopolskich pojazdów rodziny 218M.
12 lutego 2013 w Czerwonaku doszło do zderzenia SA132-010 z samochodem dostawczym, wskutek czego na kilkanaście godzin wstrzymano ruch na linii 356 na odcinku Czerwonak – Owińska. 8 marca również SA134-010 relacji Gołańcz – Poznań zdarzył się z samochodem osobowym. M.in. ze względu na te zdarzenia przewoźnik był zmuszony wypożyczyć lokomotywę SU42 wraz z wagonem Bmnopux od Przewozów Regionalnych.
19 kwietnia 2016 w Karolewie na trasie Poznań – Wągrowiec doszło do zderzenia SA132-003 z ciężarówką, która zatrzymała się na przejeździe kolejowo-drogowym. W wypadku nie było ofiar; maszynista na 3 sekundy przed uderzeniem uruchomił nagłe hamowanie i przebiegł przez przedział pasażerski, każąc położyć się pasażerom na podłodze pojazdu (nagranie z przebiegu wypadku zostało następnie spopularyzowane w Internecie).
29 kwietnia 2020 roku jednostka SA132-012 uległa zderzeniu na przejeździe kolejowo-drogowym z ciągnikiem siodłowym w Bolechowie, którego kierowca nie zatrzymał się na przejeździe mimo opuszczonych rogatek i sygnału o nadjeżdżającym pociągu. W wyniku wypadku jedna z kabin uległa zniszczeniu, a pojazd doznał poważnych uszkodzeń co spowodowało, że urząd marszałkowski województwa wielkopolskiego postanowił nie naprawiać pojazdu. W zamian za zniszczony pojazd województwo wielkopolskie zakupiło używanego Linka, który już wcześniej pracował w Kolejach Wielkopolskich.

## Nagrody i wyróżnienia
- 2006 – tytuł Dobry Wzór w kategorii sfera publiczna przyznany przez Instytut Wzornictwa Przemysłowego[164]